# Albinisme
 Mise en garde médicale
L'albinisme est un ensemble de maladies génétiques dues à un déficit congénital du métabolisme de la mélanine, par mutation de gènes responsables de cette production. Elle peut prendre plusieurs formes en fonction des gènes responsables : la plupart touchent la peau et les yeux, d'autres que les yeux, et très rarement faire partie d'un ensemble d'autres manifestations. 
L'albinisme touche les mammifères, dont les humains, mais aussi les oiseaux, les poissons, les amphibiens et les reptiles, qui sont dits albinos. Ce déficit peut aller jusqu'à l'absence totale de pigment mélanique dans l'iris et les téguments (épiderme, poils et cheveux, plumes), malgré la présence normale en nombre de cellules pigmentaires ou mélanocytes. 
Chez l'être humain, quelle que soit l'origine ethnique du sujet, le teint de la peau est blanc cireux ou légèrement rosé. Les cheveux sont blancs ou roux, comme les poils, sourcils et cils. La forme la plus fréquente (42 % des cas humains d'albinisme) est due à une mutation du gène Tyr situé sur le chromosome 11.
Les personnes atteintes d'albinisme sont particulièrement sensibles à la lumière (photophobie), et aux effets ultraviolets et ont de ce fait un risque plus élevé de brûlures, voire de cancer de la peau quand elles s'exposent au soleil.
L'albinisme ne doit pas être confondu avec le leucistisme qui touche tous les pigments et pas seulement la mélanine. Les iris sont colorés et la rétine normalement constituée.
Les personnes atteintes d'albinismes sont parfois victimes de discriminations, de préjugés, de persécutions et d'agressions. En 2014, l'assemblée générale des Nations unies proclame le 13 juin « journée internationale de sensibilisation à l'albinisme », pour faire connaître et améliorer le sort des personnes atteintes dans le monde.
Le terme « albinos » est parfois considéré comme péjoratif, raison pour laquelle il est parfois recommandé de plutôt parler de « personne atteinte d'albinisme ». En 2018, des associations internationales canadienne et africaines de défense des personnes atteintes d'albinisme proposent de remplacer les termes « albinisme » et « albinos » par « amélanisme » et « amélanique » du privatif a- voulant dire « sans mélanine ».

## Physiologie

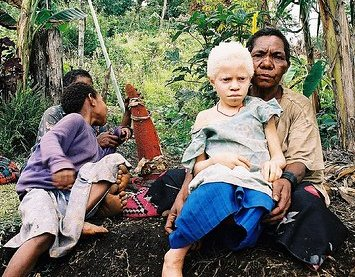
Fille atteinte d’albinisme en Papouasie-Nouvelle-Guinée.

La pigmentation de la peau en mélanine repose sur deux types de cellules, le mélanocyte, qui synthétise la mélanine et le kératinocyte qui la stocke.
La peau humaine est généralement pigmentée par un mélanocyte pour trente kératinocytes, la seule différence entre une peau claire et une peau foncée est la nature du pigment et la quantité du pigment. La mélanine peut être de deux types : la phéomélanine qui est un pigment plutôt clair (jaune, orangé, marron clair), et la eumélanine qui est un pigment plus foncé (brun, noir).
Les mélanocytes élaborent la mélanine dans des organites, les mélanosomes, qui sont transférés dans les kératinocytes qui les transportent à la surface de l'épiderme. Chez les personnes à peau noire, les mélanosomes de surface sont isolés mais très denses ; chez les autres, ils s'agrègent mais s'éclaircissent. Dans les deux cas, les kératinocytes et les mélanosomes de surface sont éliminés (exfoliation ou « peaux mortes ») et remplacés par de nouvelles cellules.
Les mélanocytes ont pour précurseurs des mélanoblastes, issus d'un même tissu embryonnaire, la crête neurale. Ces mélanoblastes migrent vers leur lieu de destination pour devenir des mélanocytes.
Il existe ainsi trois populations de mélanocytes. Les mélanocytes cutanés (de la peau) qui produisent des mélanosomes en permanence, toute la vie ; les mélanocytes de l'œil qui n'en produisent qu'à la fin de la vie fœtale et les premières années de vie ; les mélanocytes pileux (poils, fourrure ou cheveux) qui n'en produisent que par intermittence, lors de la phase de croissance du poil ou du cheveu.
Ces processus biologiques sont contrôlés par des gènes dont les variations ou mutations sont susceptibles de produire différents types d'albinisme.

## Formes génétiques
L'albinisme peut se présenter comme une forme non-syndromique (albinisme isolé), ce sont les formes oculo-cutanées (OCA1 à OCA8) les plus fréquentes et la forme oculaire exclusive (OA1) qui n'affecte que les yeux.  Les formes syndromiques sont plus rares : il s'agit de principalement de 4 syndromes où l'albinisme est une caractéristique parmi d'autres plus sévères. 
Les formes les plus fréquentes sont les formes OCA1 (42 %), OCA2 (28 %), OCA4 (11%) et OA1 (7%). Les autres sont rares (moins de 4 %) et très rares (moins de 1 %).

### Les gènes

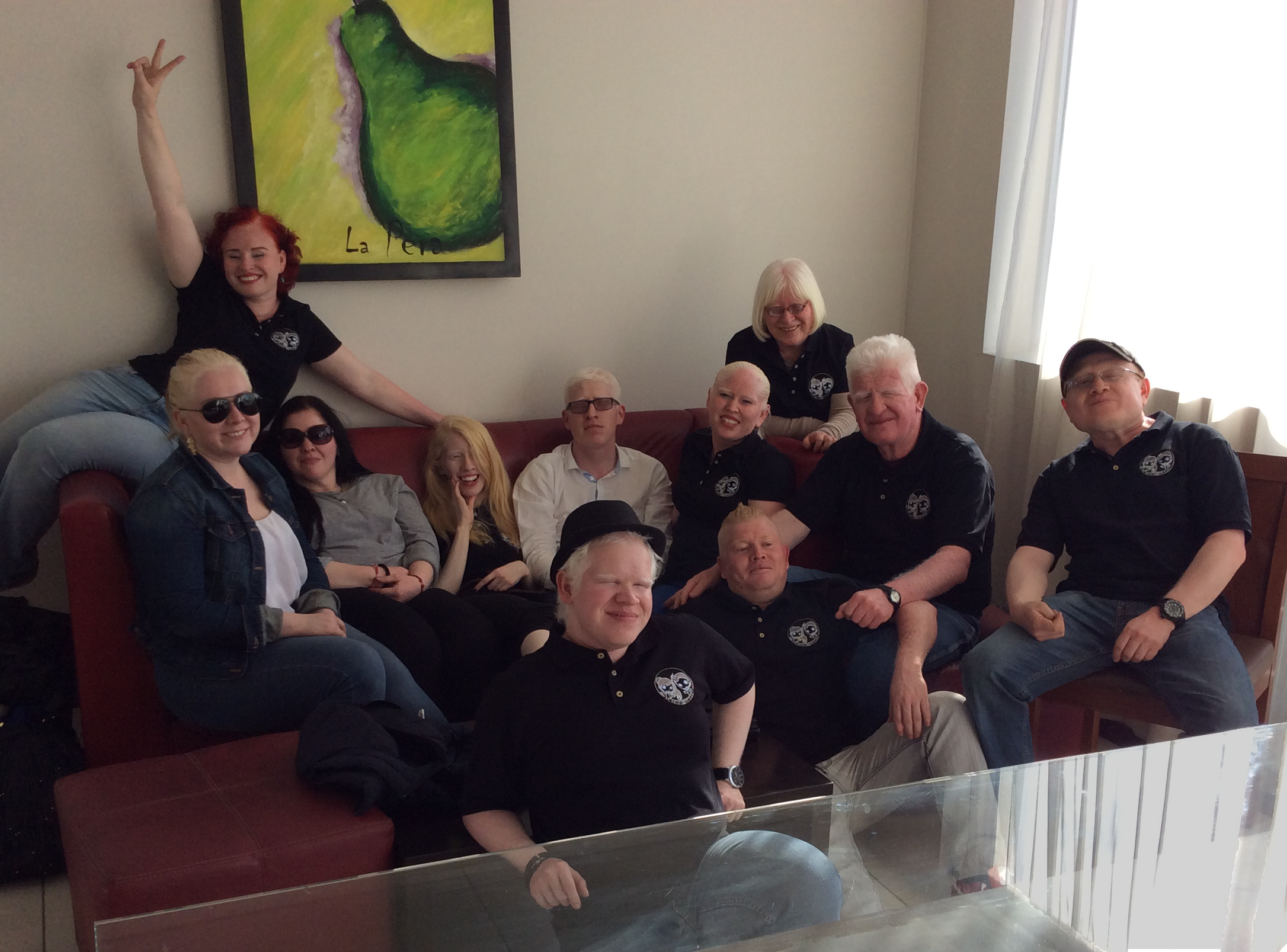
Membres de la Fundación Piel de Luna, association de personnes atteintes d’albinisme du Mexique

Plusieurs gènes sont connus pour être responsables de diverses formes d'albinisme lorsqu’ils sont mutés, mais leurs fonctions ne sont pas toujours bien comprises. Il existe plus de soixante gènes qui sont impliqués dans la pigmentation chez la souris, on peut en déduire que l'influence génétique sur la pigmentation mélanique est au moins aussi compliquée chez l'homme. Il existe un nombre important de cas humains sans identification moléculaire, suggérant qu'il existerait d'autres gènes impliqués que ceux déjà connus.
En 2023, les gènes en cause sont connus pour 7 formes oculo-cutanées et pour la forme oculaire exclusive, ainsi que pour les 4 principales formes syndromiques. Le gène est inconnu pour la forme OCA5 (forme rarissime signalée dans une famille du Pakistan),, mais localisé sur le chromosome 4.
Le gène TYR, situé sur le chromosome 11, est le plus connu, impliqué dans la forme OCA1 la plus fréquente. Il contrôle la production de la tyrosinase, enzyme nécessaire à la synthèse de la mélanine.
Les gènes impliqués pour les autres formes principales sont OCA2 (auparavant gène P) sur le chromosome 15 pour OCA2, SLC24A2 (auparavant MATP Membrane Associated Transporter Protein) sur le chromosome 5 pour OCA4, et GPR143 (auparavant OA1) pour OA1 ou albinisme oculaire lié à l'X (XLOA). 
Pour les formes syndromiques, HPS-1 est le premier gène reconnu dans le syndrome de Hermansky-Pudlak  (une dizaine de gènes reconnus en 2023), le gène LYST (auparavant CHS-1) pour le syndrome de Chediak Higashi, et les gènes MLPH, MYO5A et RAB27A pour le syndrome de Griscelli.
La place du syndrome de Waardenburg dans les formes syndromiques d'albinisme est discutée.

### Transmission de l'albinisme

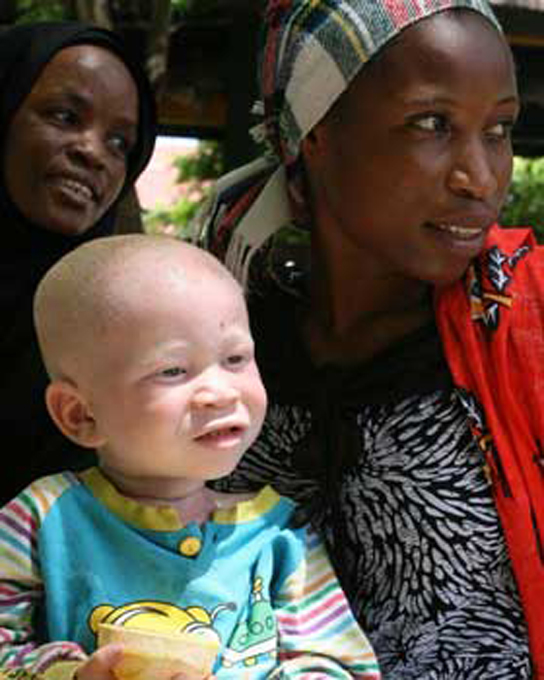
Femme africaine et son enfant albinos.

Deux parents albinos n'engendrent que des enfants albinos.
Si un des parents est albinos et l'autre non albinos non porteur du gène, tous les enfants seront non albinos porteurs du gène.
La transmission est héréditaire et se fait selon le mode autosomique récessif, en fonction des lois de Mendel.
|                        | Mère avec gène porteur                                               | Mère sans gène porteur                            |
| Père avec gène porteur | 1/4 Enfant albinos 1/2 porteur non albinos 1/4 ni porteur ni albinos | 1/2 porteur non albinos 1/2 ni porteur ni albinos |
| Père sans gène porteur | 1/2 porteur non albinos 1/2 ni porteur ni albinos                    | Enfant ni porteur ni albinos                      |

Ces proportions ne se retrouvent que sur de longues séries, les lois du hasard jouant sur les courtes séries.
D'autres formes, plus rares, ont une transmission récessive liée à l'X, ou encore autosomique dominante (rarissime).

## Épidémiologie
L’albinisme est une affection universelle dont l'incidence mondiale, toutes formes confondues, est d'environ 1 cas pour 17 000 à 20 000 naissances (0,005 %). La forme 2 de l’albinisme oculo-cutané est la plus répandue mondialement. On estime qu'une personne sur 70 est porteuse d'un gène d'albinisme oculo-cutané.
La répartition de l'albinisme est toutefois très inégale. Dans l'ensemble, l'albinisme est relativement fréquent dans certaines régions d'Afrique, rare en Europe, exceptionnel en Asie et chez les Amérindiens, mais cela peut être contredit au niveau local (existence de communautés plus ou moins isolées, ou endogames).
En France, 4 500 personnes sont atteintes d’albinisme oculo-cutané, 1 200 personnes d’albinisme oculaire. Cette anomalie touche 80 naissances par an toutes formes confondues, mais 2 % de la population est porteuse d’un gène muté soit environ 1,2 million de porteurs. En Europe, 36 000 personnes sont atteintes d'albinisme oculo-cutané, 10 000 personnes d'albinisme oculaire, et 440 naissances toutes formes confondues.
La forme 4 est relativement fréquente au Japon.
La prévalence de l'albinisme est plus importante dans certaines populations, notamment africaines :
- 1 / 12 000 aux États-Unis chez les Afro-Américains[12] ;
- 1 / 1 000 au Niger et sur l'archipel finlandais d'Åland[12]

L'albinisme est rare aux Amériques, par rapport aux plusieurs milliers d'ethnies amérindiennes recensées. Cependant quelques ethnies (moins d'une vingtaine) présentent les plus fortes fréquences au monde. En Amérique du Nord, ces ethnies se situent dans le sud-ouest, chez les peuples de culture Pueblo et leurs voisins : Zuñis (Nouveau-Mexique) 1 / 240, Hopi (Arizona) 1 / 227, Jemez (Nouveau-Mexique) 1 / 140. En Amérique Centrale, Tule appelés aussi Kuna (Panama) 1 / 143. En Amérique du Sud, Kaigang (sud du Brésil) 1 / 27.
Il existe de nombreuses hypothèses pouvant expliquer ces très fortes fréquences. Entre autres l'effet fondateur, l'isolement et l'endogamie. Ces ethnies seraient issues d'un petit groupe fondateur comprenant un ou des albinos. Les descendants seraient restés isolés (en village sur mesa pour les peuples Pueblo, en iles d'archipels pour les Kuna) et endogames (conjoints du même village ou de la même ile). Chez les Hopi d'Arizona, on a émis l'hypothèse d'un facteur culturel : les albinos, souffrant au soleil, ne participaient pas aux travaux agricoles. Ils restent donc au village avec les femmes, pendant que les autres hommes sont aux champs, ce qui leur procurerait un avantage sélectif.

## Formes cliniques
On distingue l’albinisme oculaire (albinisme partiel, moins fréquent) comportant trois formes, qui se manifeste principalement chez les hommes et n'affecte que les yeux, et l’albinisme oculo-cutané (albinisme total) comportant au moins quatre formes, touchant également les femmes et les hommes, qui affecte les yeux, la peau, les poils et les cheveux.
En cas d’absence totale ou presque totale de mélanine, les yeux sont rouges ou violacés (ce qui est plus rare dans ce dernier cas) et les téguments blancs - ou colorés uniquement par d’autres pigments que la mélanine chez certaines espèces animales. Il arrive autant chez l'homme que chez l'animal que la dépigmentation ne se fasse que sur certaines partie du corps, de la peau ou des poils, donnant un résultat dit moucheté ou encore pie. En cas de présence de mélanine en quantité diminuée, les iris et les téguments sont plus clairs que chez les autres individus de la même espèce. Les iris sont le plus souvent bleus voire, orange clair ou gris mauve dans les cas les plus sévères où l’œil est visiblement dépigmenté, le reflet rouge de la rétine visible à travers la pupille donnant ces teintes à l'iris.
Il existe ainsi différentes formes selon l'intensité de (dé)coloration des cheveux, baptisées autrefois albinisme jaune ou xanthisme (découvert en 1970 chez les Amish), roux (en 1971 en Nouvelle-Guinée), brun (en 1979 au Niger) et platiné (en 1985).
Certaines maladies génétiques rares comprennent l’albinisme dans leur syndrome : syndrome de Hermansky-Pudlak, syndrome de Chediak-Higashi, syndrome de Griscelli, par exemple.
Il existe donc plus d'une dizaine de formes d'albinisme oculo-cutané, dont la classification est toujours en cours de discussions au début du XXIe siècle.

### Aspects ophtalmologiques

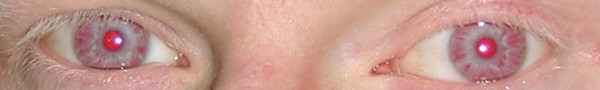
Albinisme total, oculaire et cutané, montrant un jeune garçon avec des iris presque rouges.

Les albinos ont une vision déficiente et sont facilement sujets à des kératoses et cancers de la peau s'ils ne sont pas protégés du soleil. Leurs yeux sont très sensibles à la lumière, les rendant photophobes. Chez les animaux à plumes ou poils, il n'y a pas de sensibilité accrue à la lumière solaire des téguments, le pelage ou plumage blanc ayant un bon pouvoir de réflexion de la lumière.
Le plus souvent, la rétine est déficitaire en récepteurs et pigments, particulièrement au niveau de la fovéa qui n’est pas bien constituée (hypoplasie) ; le nerf optique peut également présenter une hypoplasie et la distribution des fibres nerveuses entre les deux yeux est anormale.
Cette mauvaise vision chez les albinos n’est pas due seulement à une absence de pigments qui empêcherait la formation d’une chambre noire comme dans un œil normal.
L’histologie montre une rétine atypique, contenant environ 30 % de bâtonnets de moins qu'une rétine normale et une fovéa anormalement pauvre en cônes. Les cellules réceptrices cônes et bâtonnets se trouvent en contact avec l’EPR, épithélium pigmentaire de la rétinea rétine qui est un tissu neural. Au cours de l’embryogenèse, l’absence de pigment perturbe leur développement, ce qui cause une mauvaise acuité visuelle.
De plus, le développement du système nerveux visuel lors de la phase fœtale est anormal, entraînant une anomalie du croisement des axones au niveau du chiasma optique. Les projections des deux hémirétines de chaque œil se recouvrent peu, ce qui entraîne une mauvaise vision binoculaire et souvent un strabisme. Les personnes albinos naissent donc malvoyantes.
Les personnes atteintes d'albinisme présentent toutes un nystagmus plus ou moins important. Celui-ci apparaît dans les premiers mois de la vie. C'est son apparition qui conduit à consulter un ophtalmologiste qui fera le diagnostic d'albinisme.
L'albinisme est la cause de 25 % des nystagmus sensoriels et doit donc être suspecté en premier (avec l'achromatopsie) dès l'apparition d'un nystagmus chez un enfant de quelques mois.
L'acuité visuelle est rarement supérieure à 2/10 avec le plus souvent une myopie ou un astigmatisme sévère associé. L'albinisme serait la cause de 5 à 10 % des malvoyances dans le monde.

## Dans l'histoire
Dans le Livre d'Hénoch, on trouve cette description de la naissance de Noé :
« Quand l'enfant naquit, son corps était plus blanc que neige et plus rouge qu'une rose, toute sa chevelure était blanche comme de blancs flocons, bouclée et splendide. Et quand il ouvrit les yeux, la maison brilla comme le soleil. »
Cette naissance a été interprétée au XXe siècle comme un cas d'albinisme, et un ophtalmologue hollandais a même proposé de remplacer le terme « albinisme » par Noach syndrom ou « syndrome de Noé » (Noach en hébreu),.
Pline l'Ancien dans son Histoire naturelle mentionne l'existence d'un peuple, les Leucæthiopes, ou éthiopiens blancs (en) vivant à l'intérieur de l'Afrique (Livre V, chapitre VIII). C'est l'une des sources du mythe d'une nation blanche au sein du continent noir, le mythe médiéval du Royaume du prêtre Jean.
Au cours de leurs explorations, les Européens distinguent mieux les individus à peau blanche parmi les peuples non blancs. Les appellations sont nombreuses : les Dondos en Afrique, les Bedas à Ceylan. Dans les colonies hollandaises, ils sont appelés Chacrelas, Kacrelas ou Kalerlaques (cancrelat en français) car comme eux, ils fuient la lumière. Les français les appellent « blafards », « nègres blancs » ou « Maures blancs ».
Aux Amériques, Cortés signale avoir trouvé, dans un palais de Moctezuma, une salle réservée à des enfants et adultes, « blancs de figure, de corps, cheveux, cils et sourcils » et destinés à être sacrifiés en cas d'éclipse. L'élimination des albinos par les Aztèques expliquerait leur absence dans le Mexique central.
En 1660, après avoir vu des Noirs à peau blanche en Éthiopie, le jésuite portugais Balthazar Telles invente, pour son récit de voyage, le terme albinos à partir du terme latin albus (blanc). Le terme sera adopté en français en 1771 dans le Dictionnaire de Trévoux.
La première description détaillée de l'albinisme est faite par le chirurgien Lionel Wafer au Panama, et publiée dans son Nouveau Voyage autour du monde (1695).

### Premiers débats

Portrait d'un enfant albinos Mapondé d'Angola par Jean-Baptiste Perronneau en 1745.

Durant le XVIIIe siècle, l'existence d'albinos parmi les peuples non blancs est un vaste sujet de discussions philosophiques et médicales en Europe. Elles portent sur la couleur de la peau humaine en général et sur l'albinisme en particulier ; elles questionnent aussi l'origine, la diversité et l'unité du genre humain. À tort, la plupart des premiers auteurs qui parlent des albinos les ont rattachés à une nation particulière, voire à une race considérée inférieure.
En 1745, Maupertuis dans sa Dissertation physique à l'occasion du nègre blanc, affirme qu'il s'agit d'une affection héréditaire où le père et la mère ont une influence égale sur l'hérédité. Maupertuis est très en avance sur son temps, et restera longtemps isolé. Jean Rostand le verra comme son propre précurseur en génétique.
En 1756, Voltaire, dans son Essai sur les mœurs, considère les albinos comme une espèce nouvelle, une race faible et en petit nombre, au-dessous des nègres et au-dessus des singes,,.
En 1765, le chirurgien Le Cat dans son Traité de la couleur de la peau humaine, estime que la couleur de la peau est liée à l'imagination des mères (empreintes par l'image) : les enfants sont d'une couleur parce que les mères voient des enfants de la même couleur. D'après lui, le blanc étant plus éclatant que le noir, il frappe mieux les mères. Voilà pourquoi, toujours selon lui, les Éthiopiennes donnent plus souvent des enfants blancs que les Européennes des noirs.
En 1767, l'abbé Demanet dans sa Nouvelle Histoire de l'Afrique française considère que Noé et ses trois enfants étant blancs, ceux qui ont peuplé l'Afrique sont devenus noirs par le soleil et que les africains pourraient redevenir blancs s'ils restaient en Europe. Le Cat avait rejeté cette thèse par l'existence des albinos, d'autant plus que les Européens demeurant en Afrique gardent leur couleur nationale.
En 1774, Corneille de Pauw, dans ses Recherches philosophiques, explique l'albinisme chez les Noirs par une décoloration du sperme noir des Noirs. Le fait est que le sperme des Noirs est en réalité blanc, ce qui sera rectifié et précisé dans les ouvrages savants de la première moitié du XIXe siècle. Cependant, de Pauw réfute l'idée que l'albinos soit le produit métissé d'une femme et d'un Orang-outan : il n'y a pas d'Orang-outan au Panama, et autres endroits où naissent des albinos.
Buffon, qui appelait les albinos africains « Nègres-pie », reprend cette hypothèse climatique dans son Histoire Naturelle (suppléments de 1777). Pour lui, les individus albinos sont le résultat d'une transformation accidentelle. Le fait que cette variation se fasse vers le blanc chez les peuples de couleur montre que le blanc pourrait bien être « la couleur primitive de la nature, que le climat, la nourriture et les mœurs altèrent ».
En effet, Linné avait nommé les albinos Homo nocturnus en les regroupant avec les Troglodytes, parce qu'ils voient mieux la nuit. Il les classe entre les hommes et l'Homo sylvestris (« homme des bois » ou Orang-outan).

### Données médicales

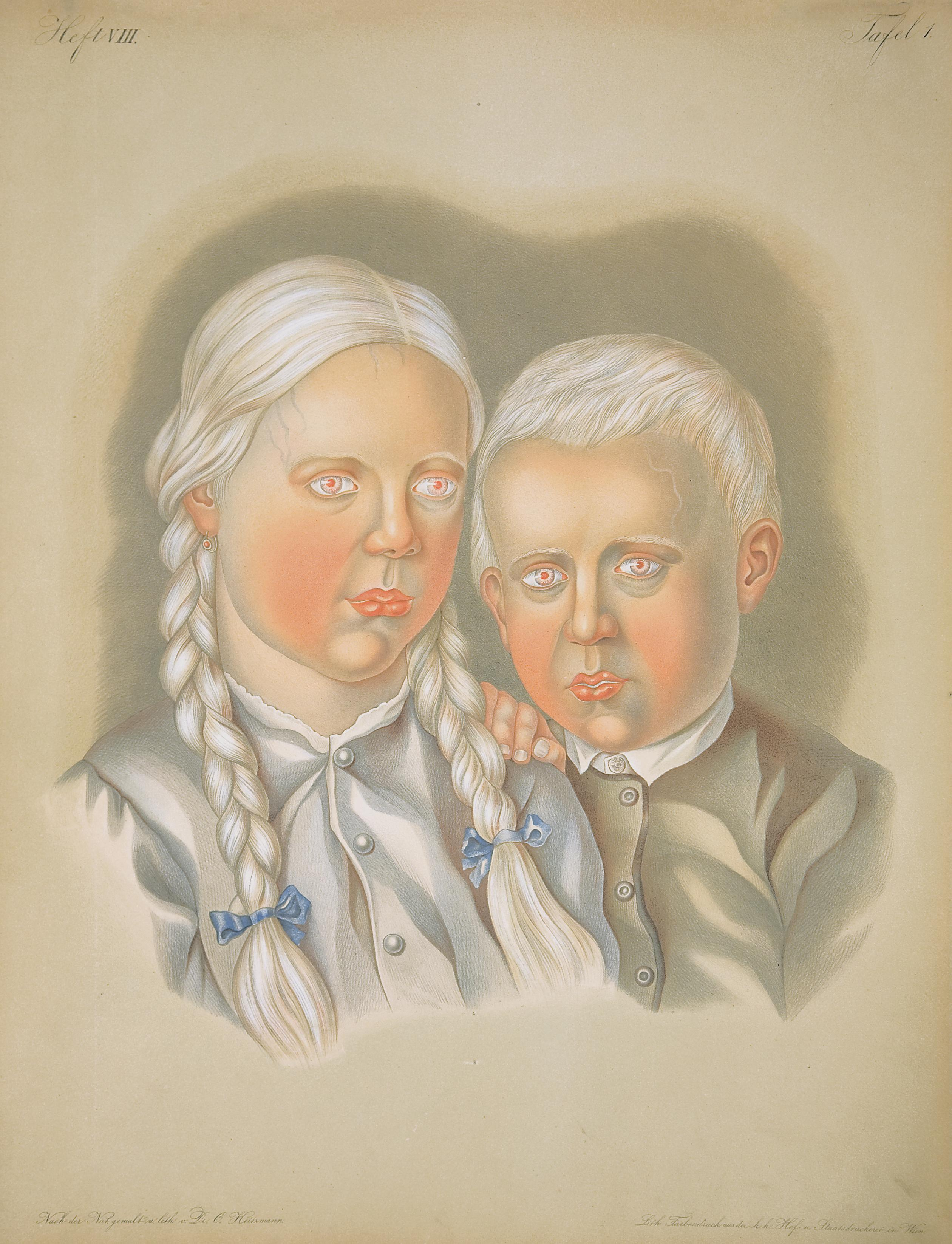
Enfants albinos. National Library of Medicine (États-Unis)

Au tournant des XVIIIe et XIXe siècles, il est admis que les albinos ne forment ni un peuple, ni une race, mais une variété accidentelle d'individus. Le commerce des esclaves place les Européens devant une évidence observable : chaque « nègre blanc » nait de deux parents normalement pigmentés. Le fait qu'un albinos naisse (de deux parents non albinos) s'observe aussi dans l'ensemble de la population mondiale.
Les médecins vont s'attacher à bien distinguer l'albinisme d'autres dépigmentations congénitales ou acquises ; ainsi qu'à distinguer les formes d'albinismes. À partir des années 1830, l'albinisme est défini comme un « défaut de développement transmissible [de génération en génération] » par non-sécrétion d'un pigment cutané.
Les causes de l'albinisme restent obscures, si l'on admet une disposition transmissible, on invoque des facteurs favorisants : émotions, climat, grossesses répétées… En 1832, Isidore Geoffroy Saint Hilaire distingue trois genres d'albinisme : le complet (aujourd'hui oculo-cutané type 1), le partiel (piébaldisme), l'imparfait (oculo-cutané type 2).
Dans la deuxième moitié du XIXe siècle, les méthodes statistiques se développent, et l'albinisme européen est pris en compte. Dans les années 1870-1880, on retrouve ainsi une soixantaine de cas dans la région de Palerme (Sicile), une centaine de cas en Norvège, comme en Écosse. En Allemagne, une grande enquête sur la pigmentation des yeux et des cheveux des écoliers est publiée en 1886.

### Mythes infirmés
Les travaux de Mendel ou lois de Mendel ne seront vraiment compris, en ce qui concerne leur interprétation statistique et mathématique, qu'à partir des années 1930 (travaux de Haldane). Le premier tiers du XXe siècle reste donc une période d'incertitude pour la génétique de l'albinisme, et des chercheurs américains espèrent toujours découvrir des groupes d'albinos isolés parmi les amérindiens. Mais ils n'en trouvent nulle part, même au sein d'ethnies où l'albinisme est fréquent ; les albinos et parents d'albinos étant toujours mêlés à la population générale, sans séparation ou ségrégation.
La presse américaine de cette époque interprète ces travaux comme une recherche d'Amérindiens blancs, pouvant démontrer l'existence d'un peuplement blanc de l'Amérique pré-colombienne. En 1923, Richard Oglesby Marsh (1883-1953), ingénieur et explorateur des îles San Blas, découvre dans la jungle trois jeunes filles blanches à cheveux « dorés », qu'il ramène à Washington où leur albinisme est établi. Marsh publie en 1925, une étude intitulée White Indians of Darien dans le magazine The World's Work (en). Selon Marsh, les albinos du Panama ont des ancêtres norvégiens, les Vikings, qui ont non seulement occupé le Groënland, mais qui auraient aussi atteint l'Amérique.
Par ailleurs, la thèse de l'existence d'un peuple d'indiens blancs au Panama est réfutée en 1946. Selon P. Froggatt, la légende d'un peuple amérindien blanc serait la résurgence du mythe médiéval européen, d'origine gréco-romaine, d'un peuple blanc indigène situé au-delà des peuples non blancs.

### De l'albinisme à l'amélanisme
En 2014, l'assemblée générale des Nations unies a proclamé le 13 juin « journée internationale de sensibilisation à l'albinisme », pour faire connaître et améliorer le sort des personnes atteintes dans le monde (surtout et principalement en Afrique), victimes de préjugés, brimades et agressions.
En 2018, des associations internationales canadiennes et africaines proposent d'utiliser les termes amélanisme et amélanique pour remplacer albinisme et albinos jugés « péjoratifs et dégradants », le terme albinos ayant été « inventé au XVIIe siècle dans le contexte de négation de l’humanité des personnes dites sauvages avec le poids des ethnocentrismes européen et africains »,.

## Préjugés et croyances actuels sur l'albinisme

### Persécution des albinos en Afrique

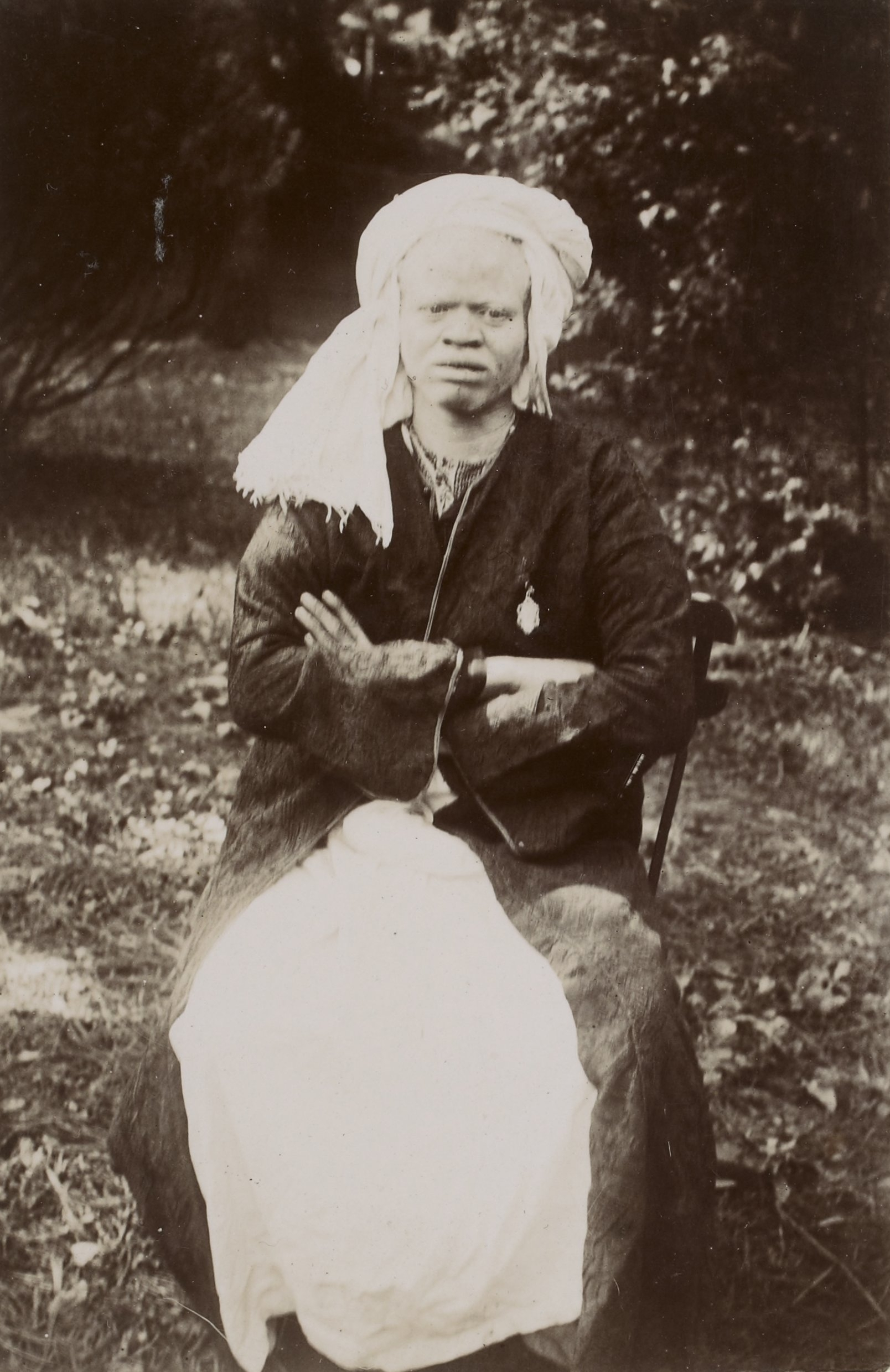
Photographie d'un Sénégalais atteint d'albinisme en 1894.

Les personnes atteintes d'albinisme sont encore aujourd'hui victimes d'exclusion, de persécutions, et même d'assassinat ou de crime rituel (dans ce dernier cas, les victimes étant parfois même enlevées) dans des buts magiques et de sorcellerie, y compris de médecine traditionnelle (les croyances locales attribuant des pouvoirs guérisseurs aux organes des albinos), notamment au Mali, au Cameroun, en République démocratique du Congo, au Burundi, ou en Tanzanie,. Rien qu'au Mozambique, une centaine d'attaques ont eu lieu entre 2014 et 2017. Dans un rapport édité en juin 2016, l'ONG canadienne Under The Same Sun recense 457 attaques, dont 178 meurtres, commis ces dernières années contre des albinos dans 26 pays d'Afrique. Les pays les plus souvent cités sont la Tanzanie, avec 161 attaques, la République démocratique du Congo (61), le Burundi (38) le Malawi (28) et la Côte d'Ivoire (26).
Le 09 mars 2023, le Conseil des droits de l’homme se penche sur la jouissance des droits humains par les personnes avec albinisme et sur la question des obligations relatives aux droits humains se rapportant aux moyens de bénéficier d’un environnement sûr, propre, sain et durable.

#### Croyances
Ces problèmes sont dus à la persistance de légendes conférant des caractéristiques mystiques et négatives aux personnes atteintes d'albinisme. Certaines indiquent ainsi que les albinos ne meurent pas mais disparaissent, qu'ils voient dans la nuit, qu'ils ont les yeux rouges (ce qui est faux et s'inspire de façon simpliste de caractères du leucitisme), une intelligence médiocre et un développement anormal. L'albinisme est aussi vu négativement et les personnes concernées discriminées car cela est vu comme un mauvais sort jeté par les dieux ou par des ancêtres. Par conséquent, être en contact avec un albinos (vivant) pourrait entraîner des maladies, la malchance, voire la mort.
Les waganga estiment cependant que les cheveux, les os, les organes génitaux ou les pouces de personnes albinos d'autant plus traquées et tuées auraient des pouvoirs magiques positifs réputés, si on les maîtrise, gonfler un filet de pêche, révéler la présence d’or dans un terrain ou faire gagner des voix à un politicien. Mamadou Sissoko, secrétaire général de la Fédération des associations atteintes d’albinisme d’Afrique de l’Ouest (Fapao), affirme qu'« à chaque fois qu’il y a des élections, nous devenons du gibier pour des gens qui veulent faire des sacrifices rituels ». Aussi, l'activiste et politicien Isaac Mwaura, premier député kenyan albinos, qui lutte contre de tels usages dans le monde public, rappelle la fausse croyance selon laquelle une personne séropositive peut guérir du sida en ayant un rapport sexuel avec un ou une albinos.

#### Origine
Autrefois, on éliminait les albinos dès la naissance dans certaines tribus. Selon Célestin Wagoum, historien et anthropologue, de l’Université Omar Bongo à Libreville au Gabon, « ces croyances sont très anciennes puisqu'en Afrique Noire, au sein de la population noire, il est inconcevable que l’on trouve des êtres d’une autre couleur, surtout quand les deux parents sont noirs. C’est un phénomène qui a suscité beaucoup de curiosité chez les Africains. C’est pourquoi dans nos cultures la personne atteinte d’albinisme est à la fois crainte, respectée ou divinisée en fonction des cultures (…) Les albinos sont considérés comme des êtres dotés de pouvoirs magiques. Certains hommes politiques, hommes d’affaires ou d’églises, pensent qu’en commettant des crimes rituels, ou en utilisant les cheveux ou ongles de ces albinos, ils pourront accroître leur aura politique ou avoir de nombreux fidèles dans leur église… ».

#### Au Mali

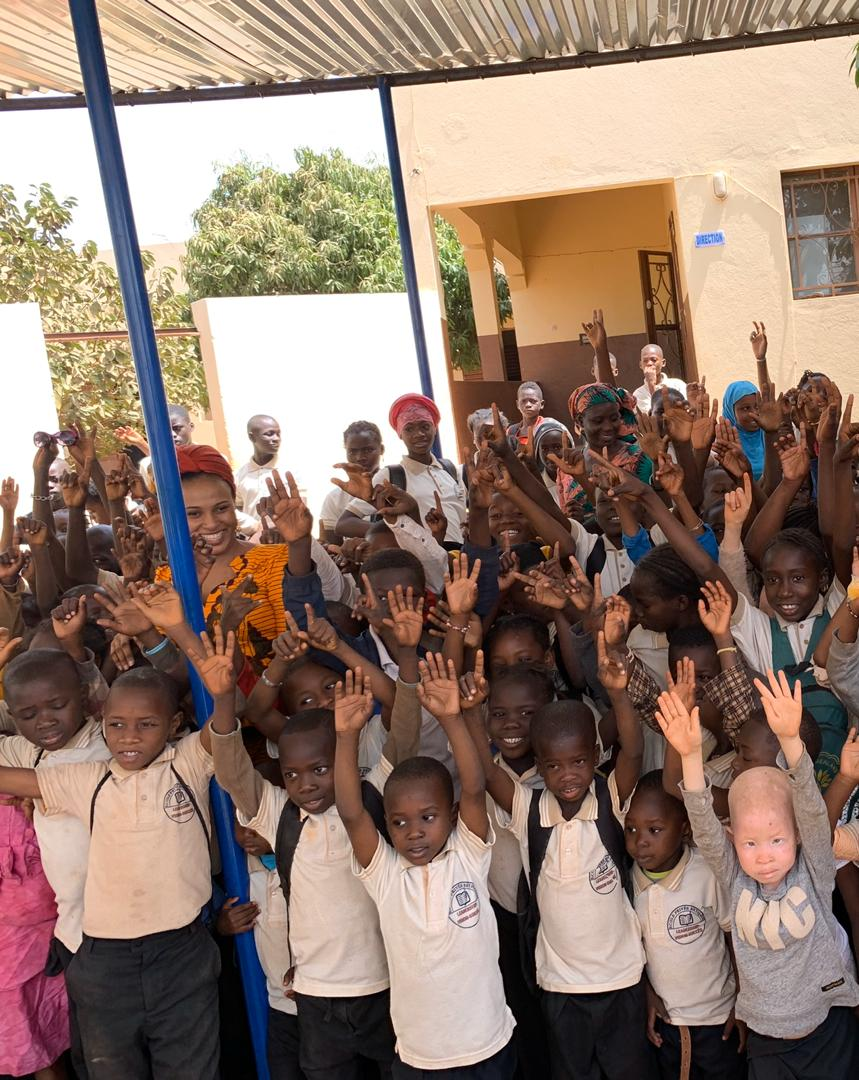
Enfant albinos dans un orphelinat de Kati, au sud-ouest du Mali.

Dans les années 1970, dans la ville de Fana, une femme enceinte avait été assassinée et éventrée. Les meurtriers ont été arrêtés, jugés et condamnés à mort. Une petite Malienne albinos de 5 ans dénommée Djéneba Diarra, dite Fanta ou Nan, a été décapitée dans la nuit du 12 au 13 mai 2018 dans la localité de Fana, située à 125 km au nord de Bamako.

#### En Tanzanie
En 2009, sept hommes furent condamnés à mort par pendaison en Tanzanie pour meurtre d’albinos dans deux affaires différentes. Il semblerait qu’aucun des sorciers qui se livraient à la préparation des breuvages « magiques » à partir des membres des victimes pour en faire commerce n’ait encore été poursuivi,.
En 2008, pour tenter d'enrayer le phénomène, le Président Jakaya Kikwete nomme Al-Shymaa Kway-Geer, elle-même atteinte d'albinisme, à un poste de députée. Deux ans plus tard, un autre député accède au Parlement, cette fois par la voie des urnes.
En Tanzanie, officiellement en 2011, il y aurait 7124 albinos, mais Irin News «estime cependant que les chiffres réels sont plus élevés». La procureure tanzanienne Beatrice Mpembo souligne que depuis 2007 seulement 21 personnes ont été condamnées pour le meurtre d’albinos, dans à peine six affaires. Et à peine 5 % des individus arrêtés sont condamnés. En février 2011, dans la région de Milepa, une mère de quatre enfants, Maria Chambanenge, 39 ans, a eu son bras coupé et un garçon de 7 ans, sur le chemin du retour de l'école, a eu la main tranchée.

#### Au Malawi
Au Malawi, ce n’est qu’en 2016 que sorciers et guérisseurs ont été interdits d’exercice. Selon Ikponwosa Ero, une Nigériane albinos et experte du Conseil des droits de l'Homme déclare que « le Malawi est l'un des pays les plus pauvres au monde et la vente d'organes d'albinos semble très lucrative ». Selon les chiffres de l’Organisation des Nations unies, le Malawi serait le pays le plus dangereux pour les albinos, et les attaques dont ils sont victimes particulièrement cruelles : « Le 30 avril 2016, le corps d’une femme albinos de 30 ans avait été découvert quelques heures après avoir été poignardée dans le dos et à l’abdomen. On lui avait retiré les seins et les yeux ». 21 personnes albinos y ont été assassinées entre 2014 et 2019, et moins d’un tiers des cas ont fait l’objet d’une enquête judiciaire, sans condamnation pour 90 % d'entre elles; mais quatre personnes ont été condamnées à mort en 2019 (en pratique, condamnées à une détention à perpétuité) pour des assassinats de deux personnes albinos en 2015 et 2017.
Entre 2014 et 2022, ont été signalés au moins 40 meurtres et 145 agressions contre les personnes atteintes d'albinisme dans le pays.

#### Au Mozambique
Le mercredi 13 septembre 2017, un albinos âgé de 17 ans a été tué et démembré au Mozambique. Les meurtriers ont emporté le cerveau ainsi que les os des bras et des jambes.

#### A Madagascar
Rapts d'enfants, vols des yeux, les persécutions ne sont pas rares pour les albinos,
En 2022, Les experts des droits de l'homme des Nations unies* ont exhorté aujourd'hui Madagascar à prendre des mesures immédiates pour protéger les personnes atteintes d'albinisme, alors que des informations font état d'attaques et de meurtres dans le pays.
En 2023, un père de famille atteint d'albinisme est retrouvé décapité. Il s’agit du 4e cas de meurtre d’un albinos dans cette localité de Manakara et le 5e cas enregistré depuis 2023.

#### En République démocratique du Congo
En 2023, un enfant de 5 ans est retrouvé, sans tête ni jambes.
«Depuis 2009, 18 albinos ont été tués dans de telles circonstances, 10 tombes d’albinos profanées et il y a eu 22 tentatives d’enlèvement d’albinos au Sud-Kivu», a déploré Juvénal Lushule, coordonnateur de l’Apia, association des personnes albinos de la province.

#### Afrique du Sud
En 2019, un homme a avoué le meurtre d'une jeune fille albinos de 13 ans afin d'assurer le succès de son entreprise. Son corps démembré et décapité avait été retrouvé en février 2018 dans la province du Mpumalanga.
Pendant la pandémie de Covid-19 en 2020, d'après Amnesty International, les personnes albinos courent un risque accru d’être attaquées – certaines parties de leur corps étant recherchées.

### Contre-exemple amérindien

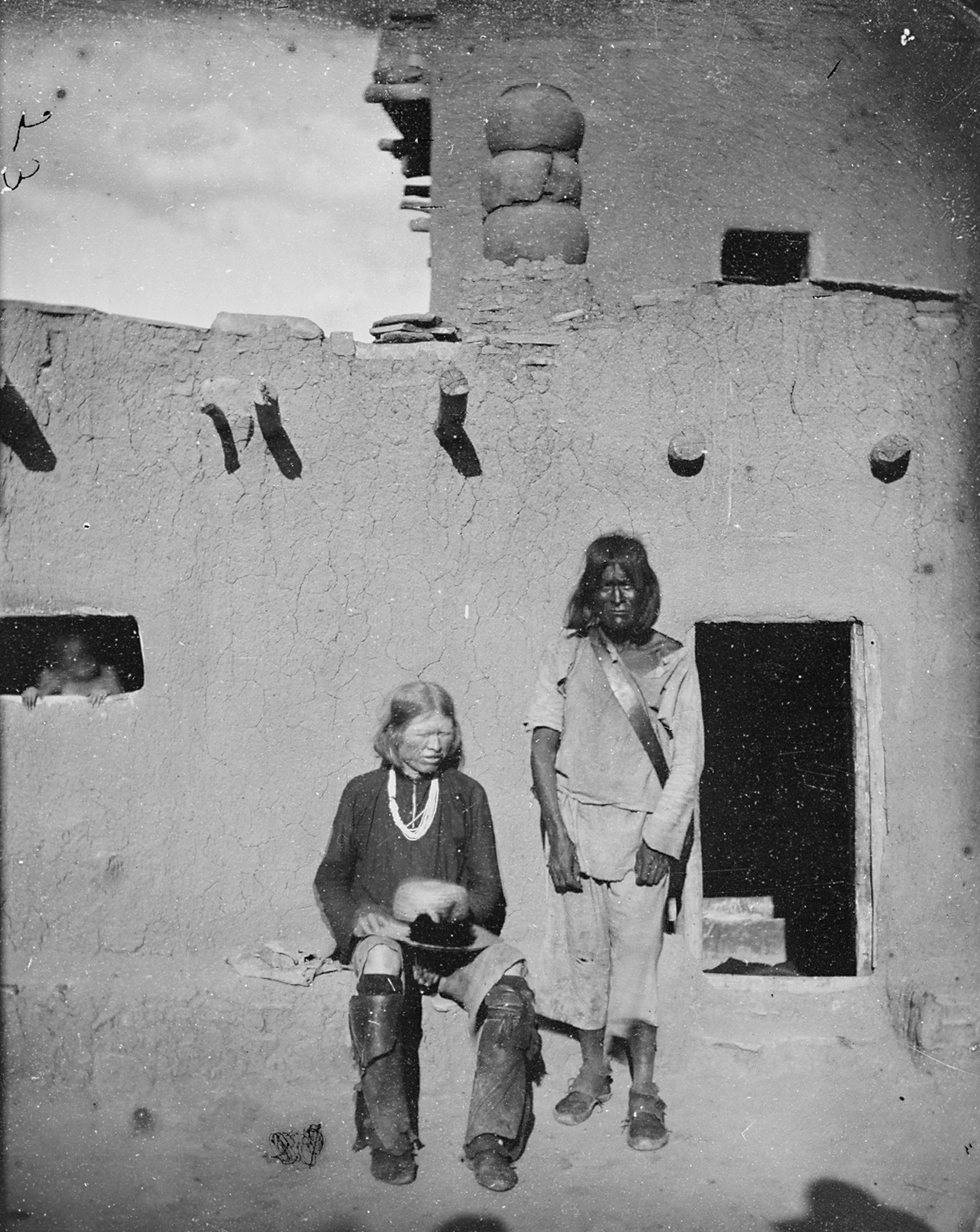

Chez les peuples amérindiens où l'albinisme est présent, il existe une ambiguïté à leur égard, faite de honte, mépris et ségrégation, pouvant aller jusqu'aux sacrifices humains (chez les Aztèques), mais aussi d'acceptation, d'entraide, voire de valorisation esthétique et morale. Chez les Hopis et les Zuñis, les albinos peuvent être chefs et faiseurs de pluie en participant aux activités religieuses. Ils sont considérés comme spécialistes du voyage du monde terrestre au monde céleste. Chez les Tulé ou Kuna, les albinos ont pour fonction d'intervenir pour sauver la lune lors des éclipses lunaires qui se produisent environ deux fois par an. Les albinos sortent la nuit pour tirer des petites flèches avec un arc miniature en direction de la lune, les éclipses lunaires étant causées par un monstre qui cherche à dévorer la lune,.

## L'albinisme chez l’animal

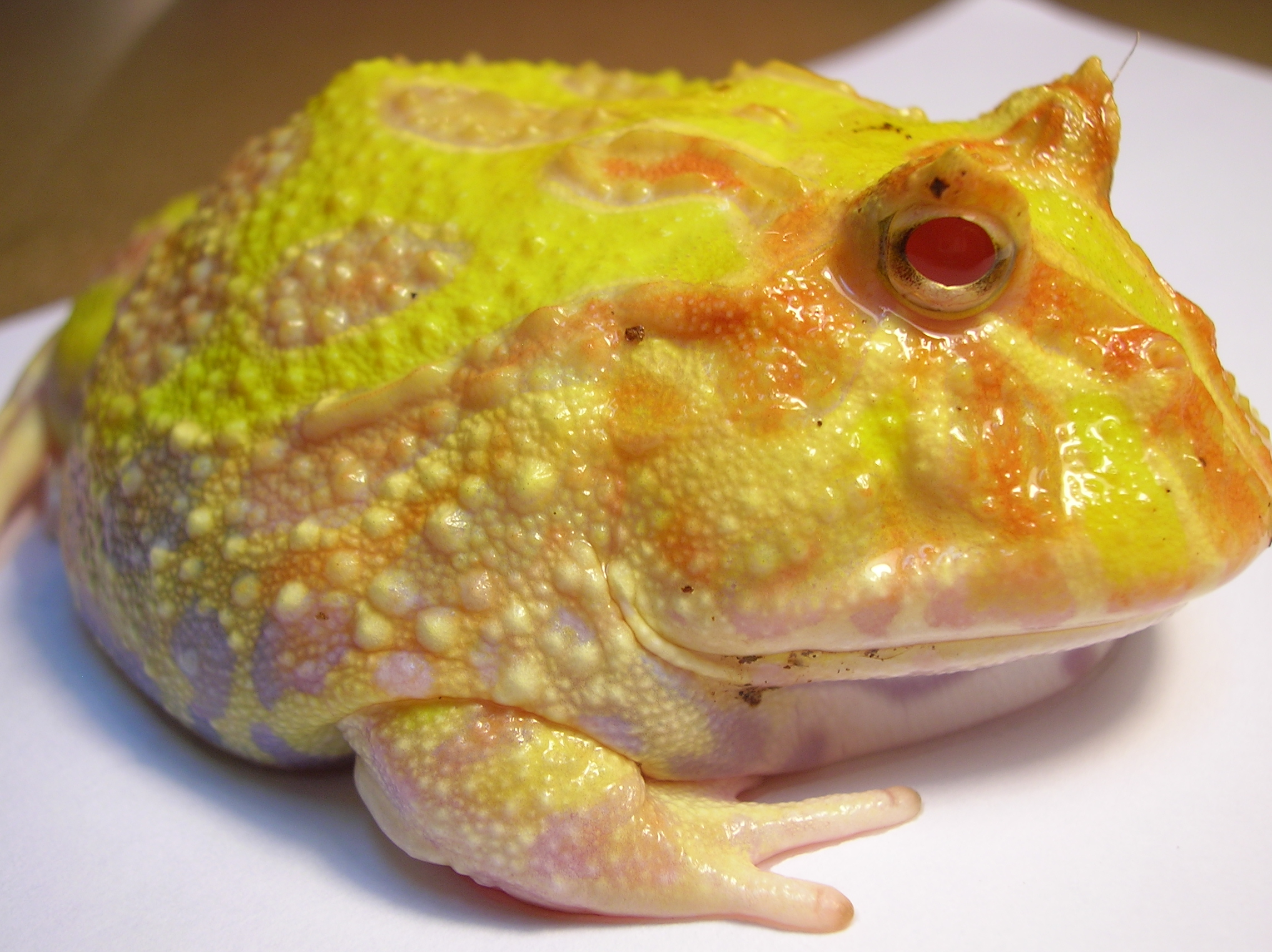
Crapaud albinos ceratophrys ornata, coloré par d'autres pigments que la mélanine.

Les animaux albinos sont le plus souvent blancs avec des yeux rouges, roses ou même très clairs (vu que le sang sous la peau est visible en transparence), mais une coloration due à d’autres pigments (porphyrine, ptéridine, psittacine etc) peut exister. L’animal peut ainsi aussi apparaître rose (circulation sanguine), jaune ou brunâtre (kératine), ou être coloré par des pigments provenant de l’alimentation.
Dans certains environnements, l’animal albinos est désavantagé par la perte du pouvoir camouflant de la mélanine,, mais certains prédateurs semblent plus attirés par les animaux normalement colorés, vu qu'ils ont plus l'habitude de chasser ces derniers. La lumière et les rayons UV du soleil sont une des contraintes principales auxquelles les albinos doivent faire face, car la mélanine, faite pour protéger la peau en la rendant foncée, n'étant plus produite, les individus sont sujets au cancer de la peau ou oculaire qui peut résulter d'une trop longue prolongation sous les rayons UV. Cependant, les mammifères et les oiseaux sont grandement moins touchés que chez les autres familles d'animaux, vu que leurs fourrures et plumages leur permettent une protection contre les rayons UV, d'autant plus que la couleur blanche réfléchie mieux la lumière que les autres couleurs. Les espèces habitant à longueurs de temps sous le feuillage des arbres, dans les forêts tropicales ou tempérées, sont aussi moins mis aux rayons UV, vu que vivants toujours à l'ombre. Les oiseaux albinos font souvent l’objet de rejet de la part de leurs congénères et ont du mal à s’accoupler. Cependant, on remarque chez la plupart des espèces, suivant les conditions, que l'albinisme n'est socialement pas gênant pour eux, comme chez le zèbre, où les individus concernés sont pleinement acceptés au sein de leurs congénères, comme on a pu le constater pour les différentes variations de robes chez cet animal, comme les zèbres mouchetés.
L’hypoplasie fovéale généralement associée à l’albinisme chez les mammifères pourrait ne pas toucher les oiseaux dont la rétine contient surtout des cônes.
Une recherche effectuée sur des batraciens ne montre pas de diminution du nombre des bâtonnets chez les sujets albinos. Il est donc possible que des anomalies rétiniennes n'accompagnent l'albinisme que chez les mammifères.
Bien que l’albinisme soit génétiquement hérité, son incidence chez les poissons peut être élevée artificiellement en exposant les œufs à des métaux lourds (arsenic, cadmium, cuivre, mercure, sélénium, zinc).

### Les animaux albinos et la société humaine
Les animaux blancs, différents de leurs congénères, ont toujours attiré l’attention. Considérés comme plus vulnérables, ils font parfois l’objet de mesures de protection ; ainsi treize États des États-Unis interdisent la chasse des animaux albinos. La Société de préservation des écureuils albinos est active depuis 2001 aux États-Unis, au Canada et au Royaume-Uni. En effet, dans les pays où leur chasse est autorisée, les chasseurs n'hésitent pas une seconde à les abattre afin d'avoir des trophées uniques pour leur collection. Cependant, cette pratique est limitée, voire interdite, un peu partout autour du globe, principalement pour ne pas offenser les peuples locaux. En effet, selon leurs croyances et leurs interprétations, ils sont souvent favorables aux animaux blancs. Ainsi, les peuples d’Amériques considèrent les animaux blancs comme des apparitions des fantômes de leurs ancêtres sous une forme animale. Ou encore, dans certains pays d'Asie, les animaux blancs, symboles de puretés, sont considérés comme sacrés. C'est notamment le cas de l’éléphant blanc.
Des lignées albinos sont utilisées pour la recherche biomédicale.
La couleur blanche étant plus recherchée par les éleveurs et les propriétaires, les animaux blancs, qu'ils soient albinos ou leucistiques, sont présents parmi les animaux de compagnie, par exemple chez le rat, le lapin, le furet, le canari, le python domestiqué, le poisson rouge, les Corydoras sans oublier les célèbres souris blanches.
Dans les zoos les animaux blancs sont plus populaires auprès des visiteurs, comme les tigres ou les crocodiles blancs qui sont des curiosités naturelles. Pourtant, dans le cas des animaux sauvages, pour certains d'entre eux, les lignées d'animaux albinos conservées artificiellement dans les zoos, comme le tigre blanc, le sont aux dépens des vraies populations sauvages en danger d'extinction. Ces dernières ne peuvent pas compter sur les populations gardées en captivité au cas où pour subvenir et aidées celles dans la nature (vu que les animaux blancs de façon non naturelle ne peuvent pas servir dans la majoritaire des projets de conservations, comme la réintroduction et les remises en liberté). De fait, seules les espèces dont les populations sauvages ne sont pas menacées peuvent et devraient être conservées sans créer de problèmes tandis que celles des espèces menacées doivent et devraient être revues à la baisse, sans être interdites certes mais plus autant qu'avant.

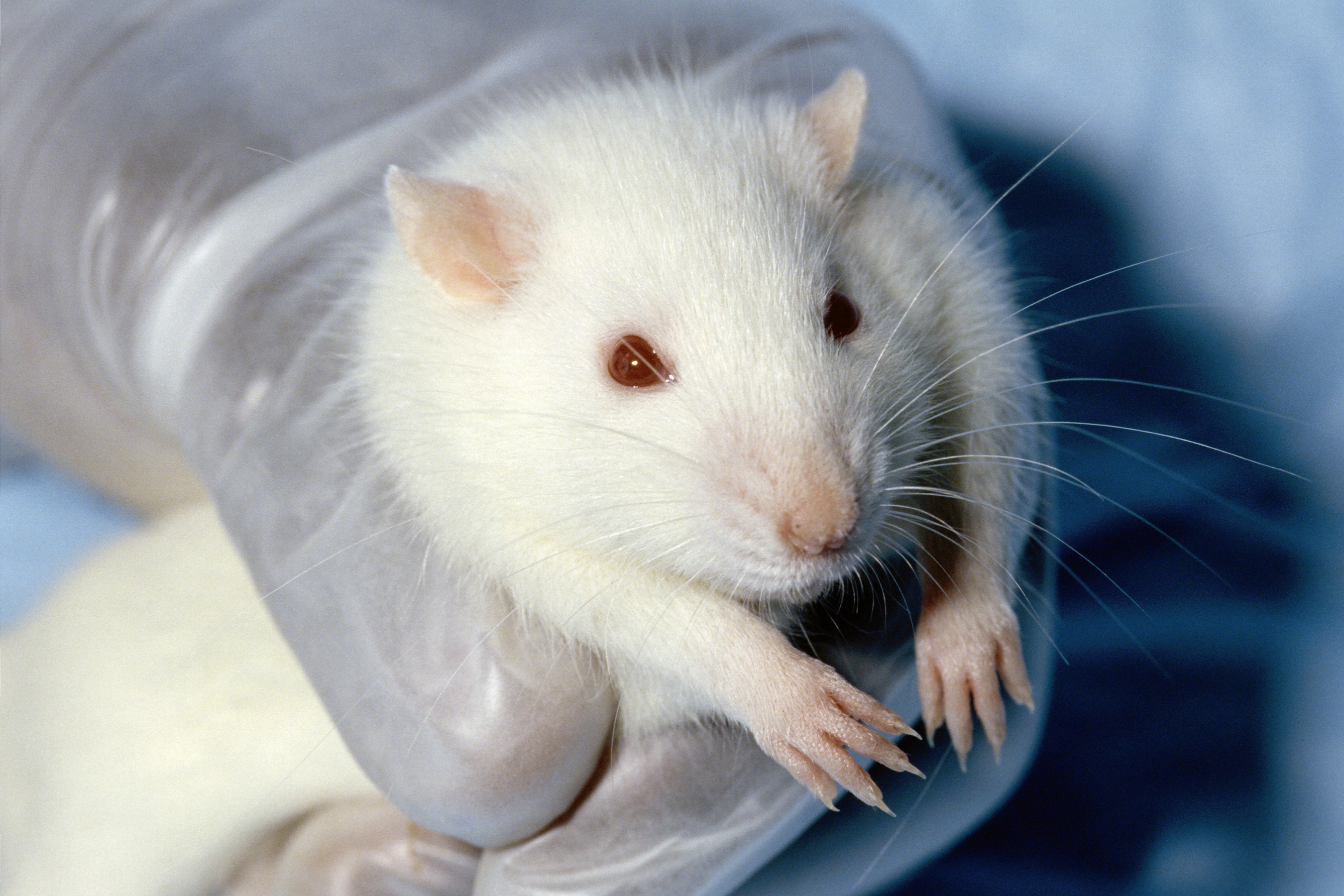
Mammifère : Rat surmulot (Rattus norvegicus).
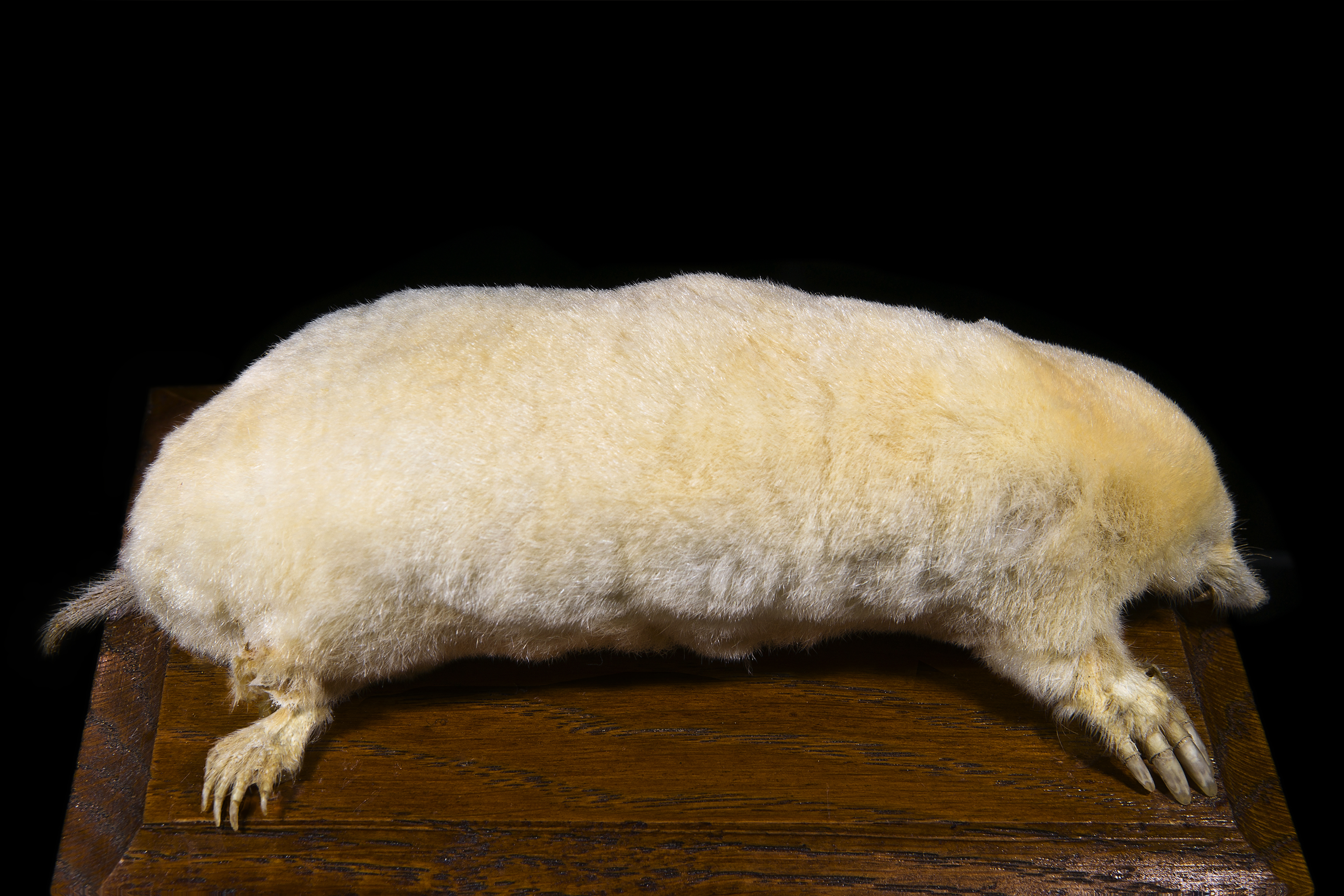
Mammifère : Taupe d'Europe (Talpa europaea).
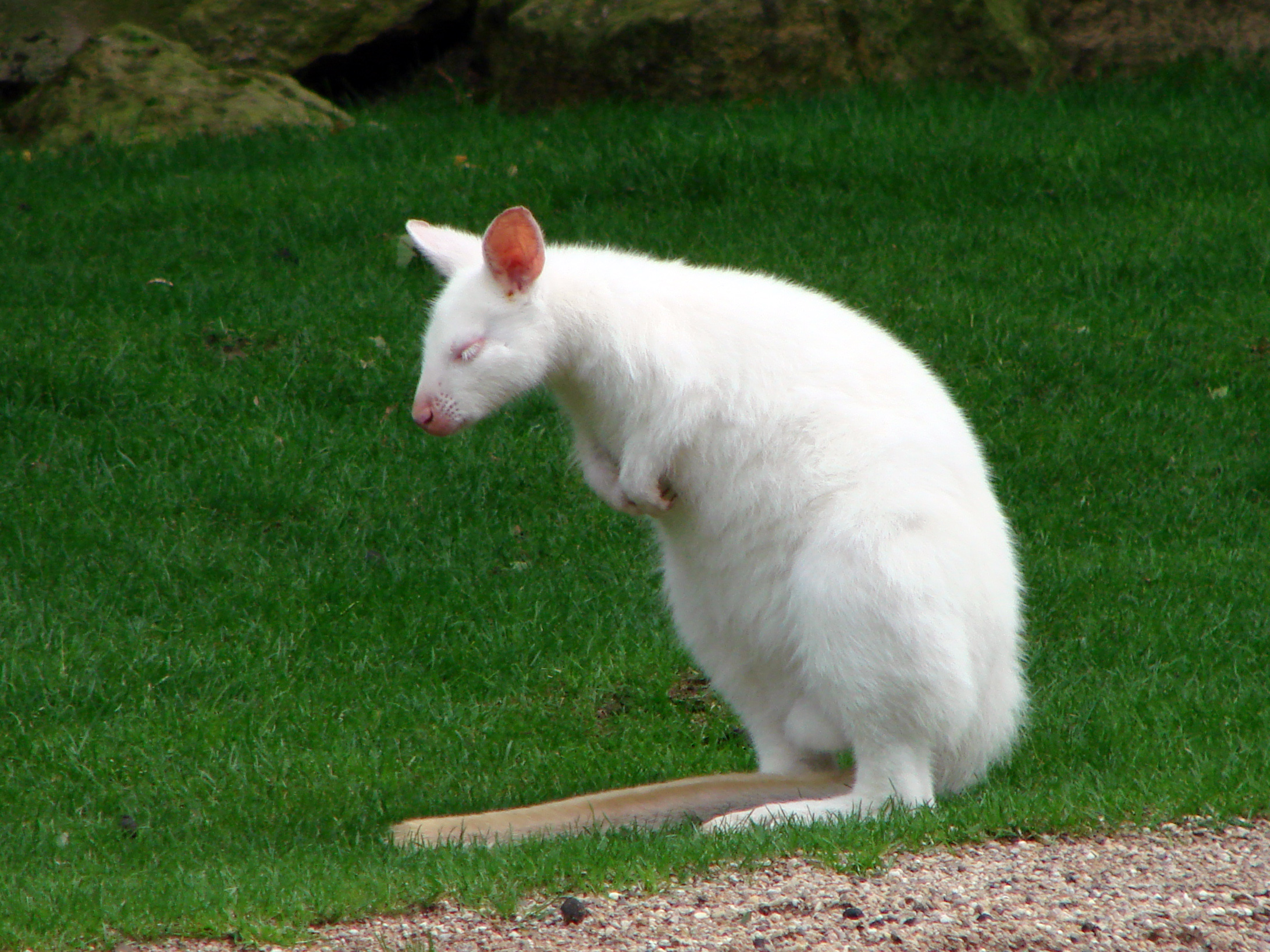
Mammifère : Wallaby de Bennett (Macropus rufogriseus), au parc zoologique d'Amnéville.
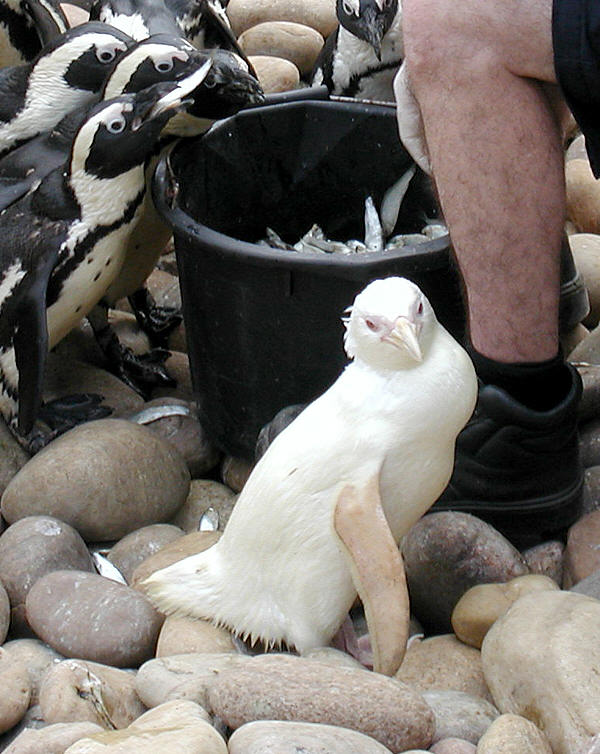
Oiseaux : Manchot du Cap (Spheniscus demersus).
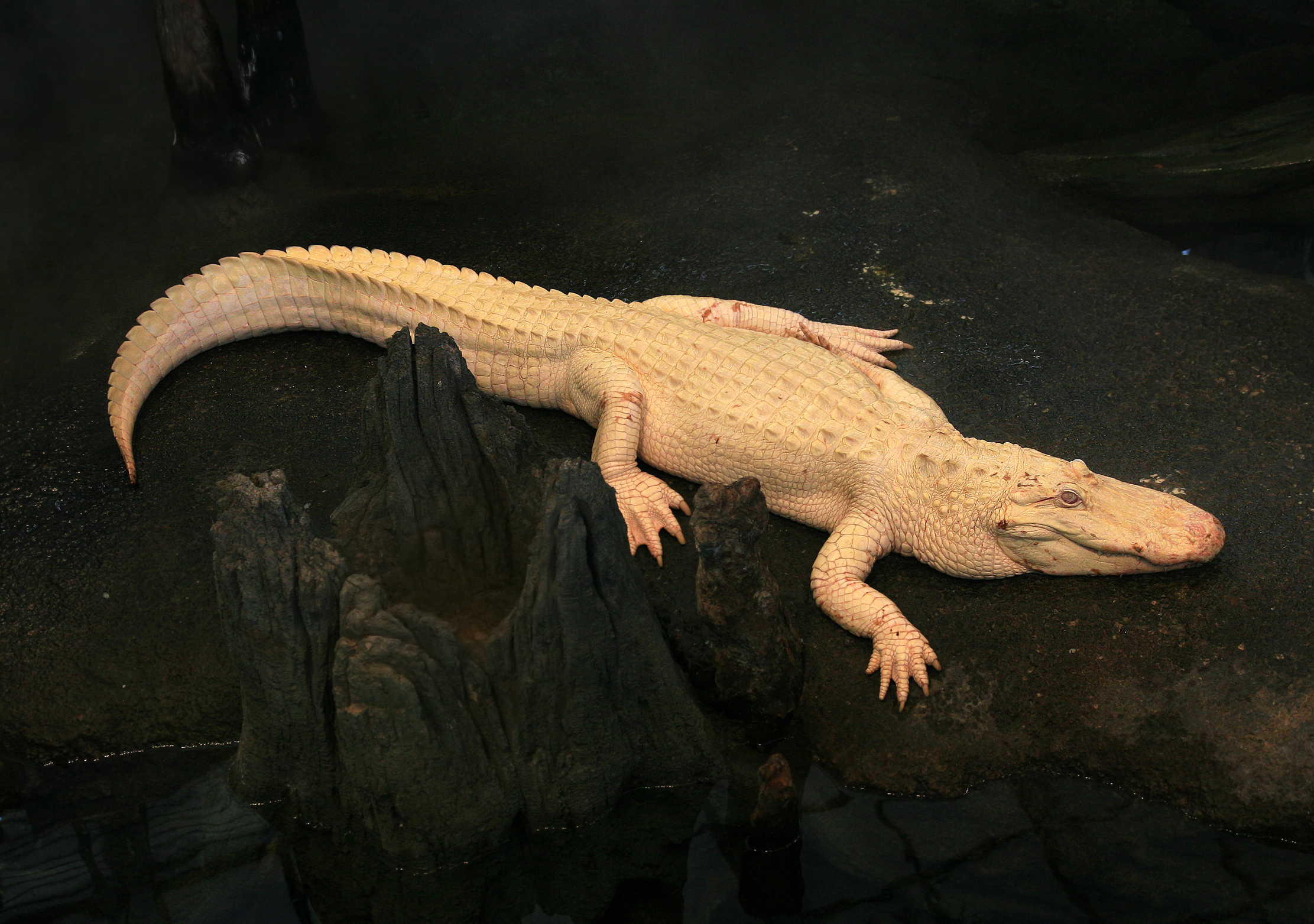
Reptile : Alligator d'Amérique (Alligator mississippiensis).
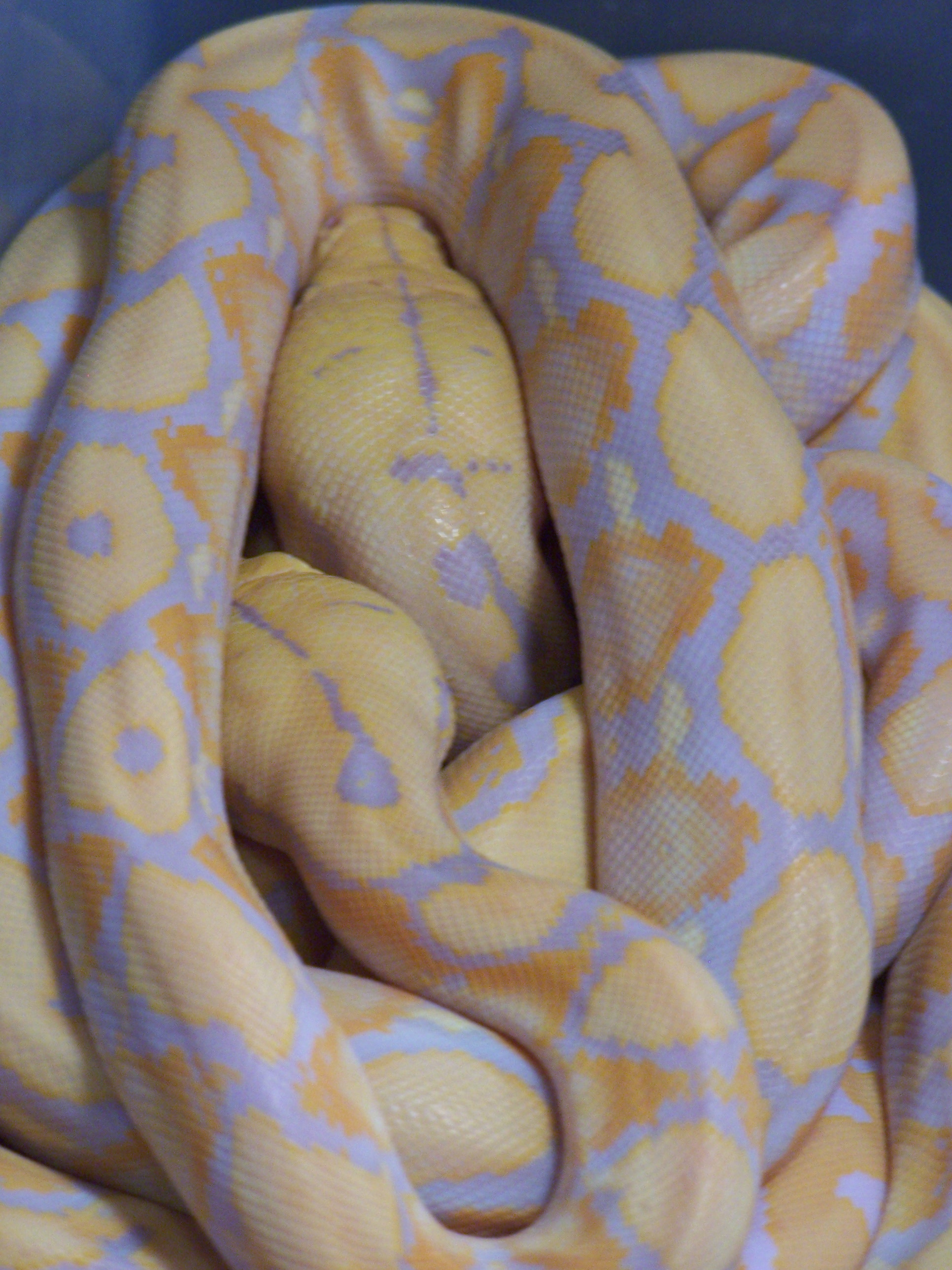
Reptile : Python réticulé (Malayopython reticulatus).
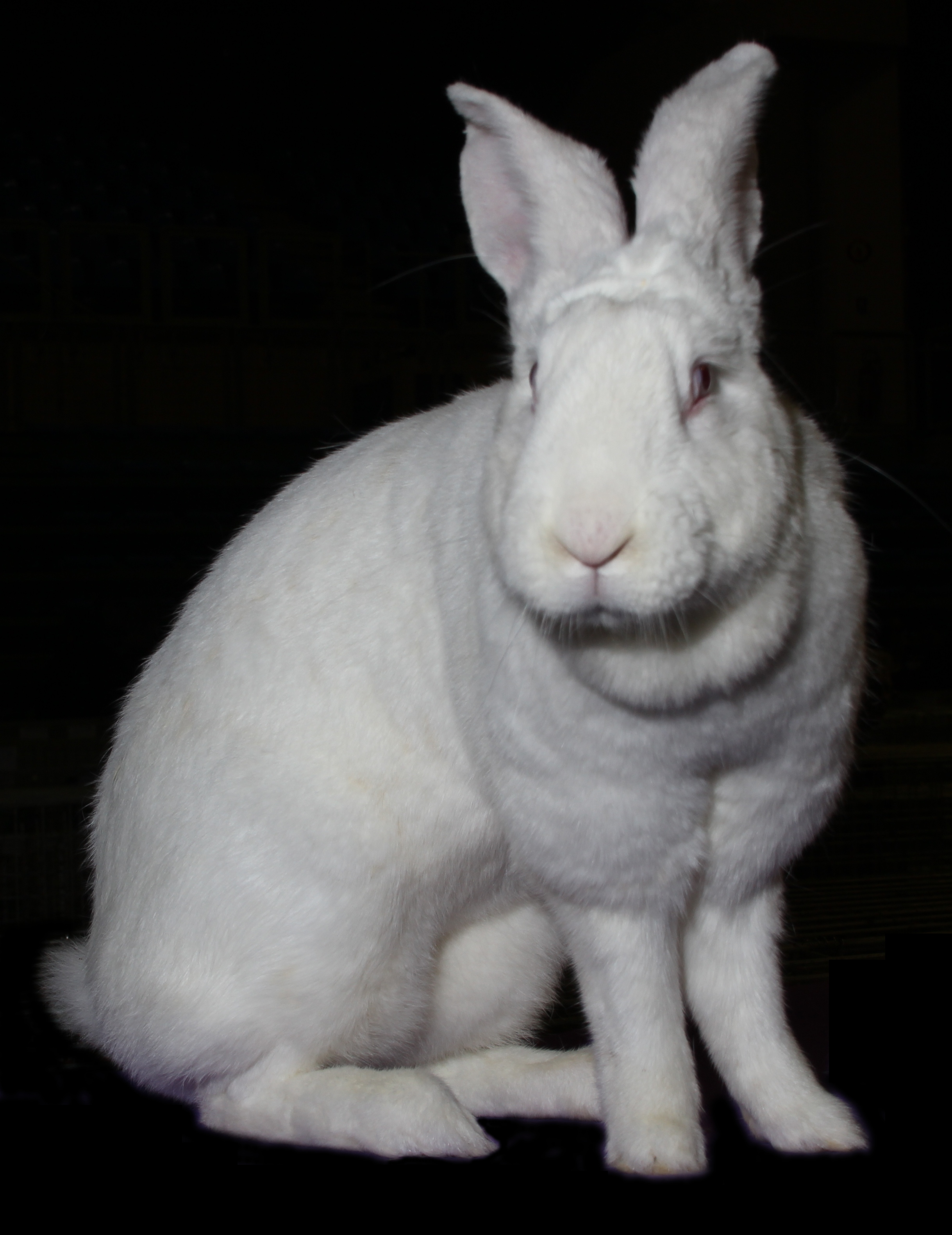
Mammifère : Lapine de race Géant blanc du Bouscat (Oryctolagus cuniculus)
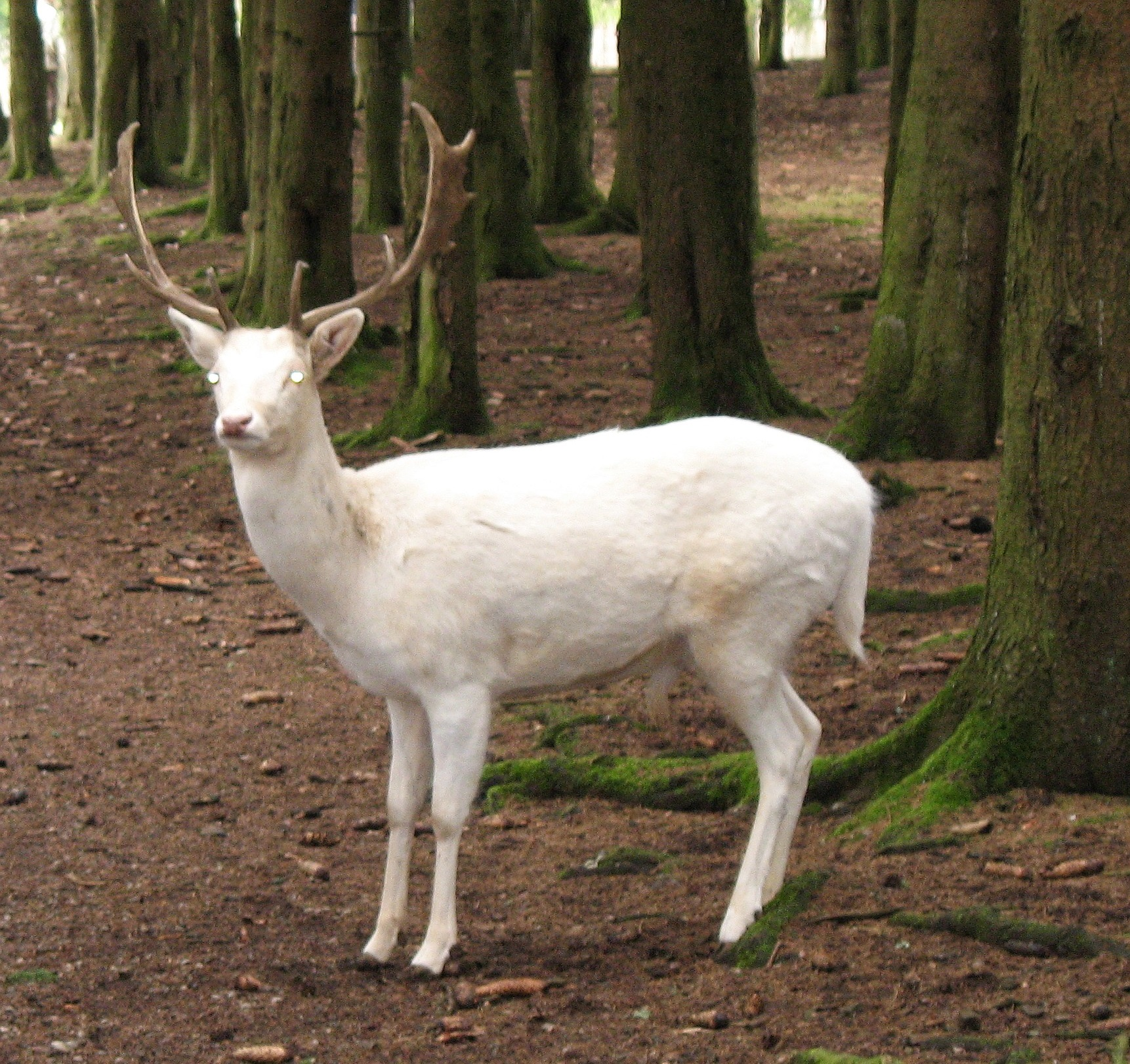
Mammifère : Daim (Dama dama)
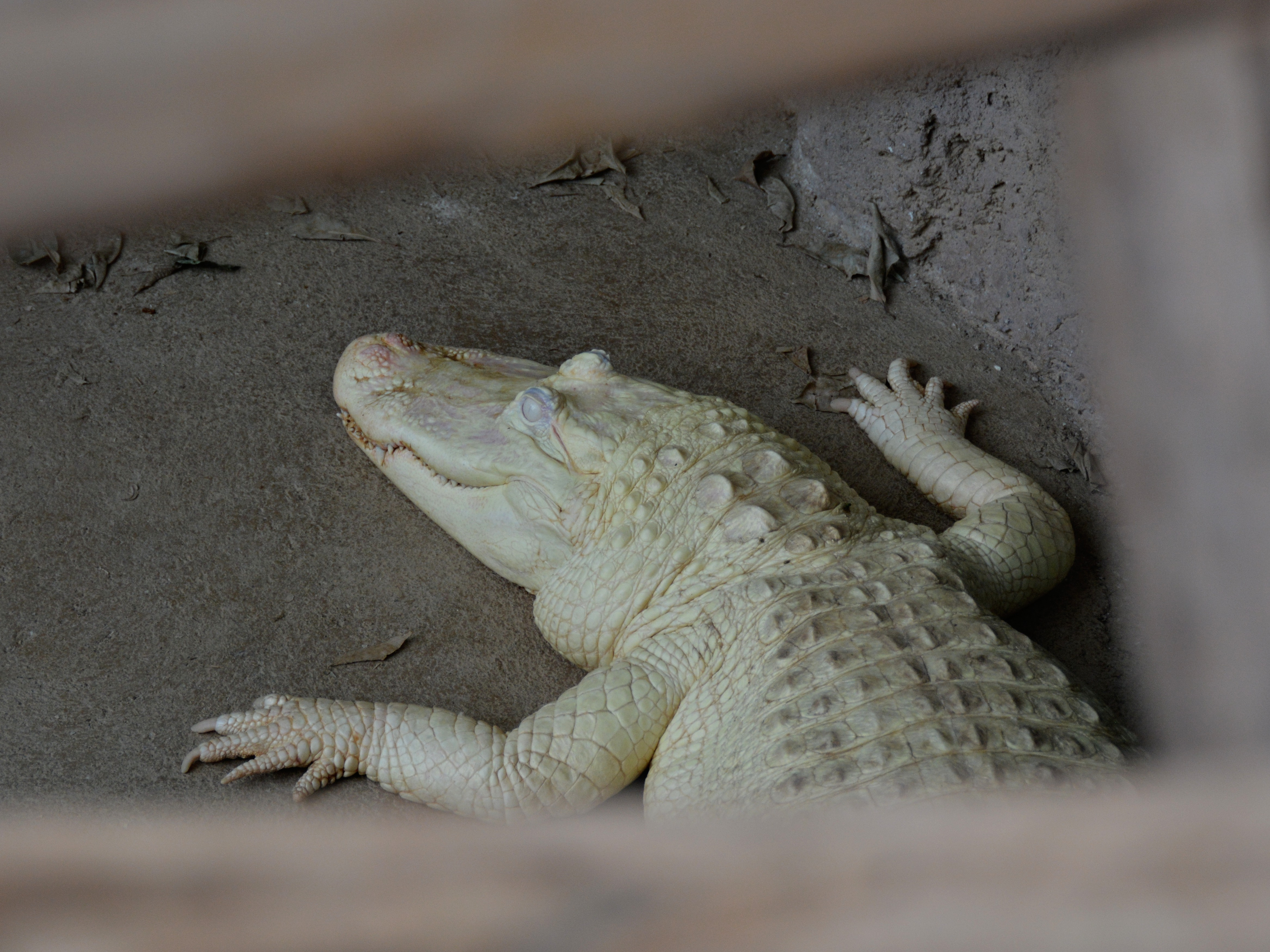
Alligator albinos

### Confusions
Il existe d'autres mutations génétiques que tous les êtres vivants peuvent contracter et qui donnent également des animaux partiellement ou complètement blancs. Ces formes peuvent porter la même attraction du public pour leur singularité et sont souvent aussi recherchées par les éleveurs.

#### Colourpoint

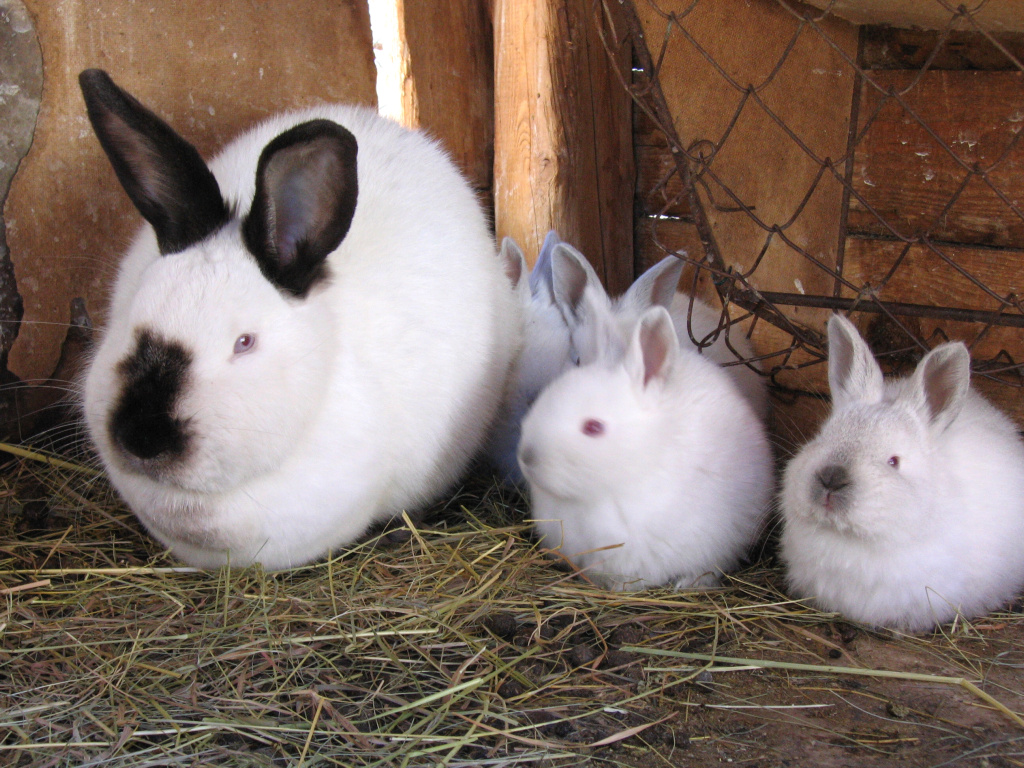
Une famille de lapins de race néo-zélandaise à différents niveaux de coloration Colourpoint.

Le phénotype colourpoint est une variation pigmentaire recherchée par les éleveurs (chats et certains rongeurs d'élevage comme la gerbille ou le lapin) : l'extrémité des pattes, la queue, le museau et les oreilles sont plus foncés que le reste du corps. Il est dû à la présence de l’allèle "cs" : cs/cs, qui entraîne la fabrication d’une tyrosinase ne fonctionnant qu’à basse température et non à la température corporelle normale. Le petit naît tout blanc car il a été maintenu au chaud durant la gestation, mais après la naissance, ses extrémités connaissent une chute de température, déclenchant la synthèse de mélanine et faisant apparaître une teinte plus foncée au bout de 2 à 3 jours sur ces parties du corps,. Ce phénomène est partiellement réversible : par exemple lors d'une forte fièvre, on peut observer une décoloration des parties foncées. Il peut aussi y avoir une dépigmentation « en lunettes » autour des yeux, zone plus chaude de la face.
L'intensité de la teinte varie selon la lignée génétique et peut foncer avec l'âge ou sous l’effet de certaines hormones. Une femelle aura par exemple les extrémités plus foncées lorsqu'elle a des petits.
Les chats colourpoint ont tous les yeux bleus. Il faut noter que des races comme le siamois en sont.

#### Leucistisme
L'albinisme et le leucistisme (aussi appelé leucisme) sont des phénomènes distincts. Le leucistisme donne des animaux entièrement ou partiellement blancs, très rarement des humains, mais dont la couleur des iris, produite par des cellules issues du tube neural, n'est pas affectée. Cette altération de la pigmentation est due à une différenciation ou une migration imparfaite des cellules pigmentaires issues de la crête neurale, y compris les xanthophores présents dans certaines espèces animales ; les parties blanches ne contiennent donc aucune cellule pigmentaire. Dans l'albinisme, qui peut aussi être total ou partiel, les cellules pigmentaires sont normalement présentes, la pigmentation anormale étant due à des protéines manquantes ou déficientes sur la chaîne de fabrication de la mélanine ; les autres pigments ne sont pas altérés et peuvent, s'ils sont présents, colorer l'animal. La seule façon de différencier un individu albinos et leucistique de manière irréfutable est de regarder la couleur des yeux, rouges ou violets (plus rares) chez les albinos et les autres couleurs, généralement le noir, pour les leucistiques, suivant les espèces. Il est cependant à remarquer que les leucistiques ont cependant le plus souvent les yeux bleus. Les leucistiques et les albinos ont les mêmes difficultés et chances de survie dans la nature les uns que les autres. Les leucistiques étant quand même pigmentés, même blancs, ne sont néanmoins pas, ou seulement très peu, affectés par la lumière du soleil et les rayons UV.

#### Piebaldisme
Le piebaldisme est une autre mutation génétique, due, contrairement à la pensée collective, à une cause différente et à part de l'albinisme. C'est une variation qui a pour effet de rendre l'individu, dit « pie », partiellement coloré, que ce soit au niveau de la peau ou du reste du corps. Officiellement considéré comme un trouble génétique bénin rare, il est représenté par une achromie triangulaire ou losangique frontale. Le piébaldisme est un trouble autosomique dominant rare sur le développement des mélanocytes, possédant une variation importante dans le degré et la structure de la présentation, aussi au sein des familles touchées. Dans certains cas, le piébaldisme s'accompagne de graves problèmes de développement, notamment la maladie de Hirschsprung.
Il est souvent aussi nommé albinisme partiel, car les individus, humains ou animaux, sont colorés avec des parties, considérés le plus souvent comme des taches, blanches, ou inversement. En fait, on confond les individus atteints de cette maladie, en réalité très rare dans la nature et chez les animaux, avec les individus atteint d'albinisme (ou de leucisme) partiel, qui sont les vrais pies, dont l'albinisme n'est pas complet et qui est aussi très répandu et également apprécié des publics. La confusion entre ces deux types de mutations se fait de manière visuelle mais est aussi accentuée par le fait qu'en anglais, un animal pie (par exemple un cerf) se dit "a pielbald animal". Les animaux pies, donc des animaux atteint d'albinisme partiel, ont moins de difficultés que les animaux entièrement blancs de survivre dans la nature, bien que restant vulnérables. Les hommes et animaux pies sont aussi dit "mouchetés" ou "panachés" (pour les oiseaux par exemple) selon les cas.

#### Hypomélanisme
L'hypomélanisme (du grec "hypo" qui signifie "sous") est une mutation génétique causant un déficit ou plutôt une réduction de la mélanine, rendant les êtres touchés simplement plus clairs qu'ils ne le sont en général. Ils sont dits hypomélanistiques. Le niveau de clarté peut varier selon les cas, de peu à très clair, pouvant prêter à confusion avec un albinisme ou leucisme léger ou incomplet. L'animal est normalement coloré, possédant sa couleur de base ou une autre dérivée, mais ses yeux restent de couleur normale. Il est plus clair et peut supporter les rayons du soleil légers, tandis que ceux plus forts sont dangereux pour lui comme pour les albinos. Certaines formes hypomélanistique d'animaux sont appréciées des éleveurs et du public, comme chez des tortues ou des iguanes,.

### Autres mutations génétiques affectant la robe ou les couleurs
Il existe aussi d'autres mutations génétiques que les êtres vivants peuvent contracter, qui ne donnent pas d'animaux blancs mais qu'il ne faut pas confondre avec l'albinisme. Ces formes peuvent porter la même attraction du public pour leur singularité et sont souvent aussi recherchées par les éleveurs.

#### Mélanisme
Le mélanisme est une autre mutation génétique, qui, à l'inverse des trois mutations citées précédemment, a pour conséquence de rendre les êtres touchés noirs, de manière partielle mais le plus souvent de manière complète. De toutes les mutations génétiques, il s'agit de celle ayant le plus de fréquences, peu importe les familles ou les espèces d'animaux touchés, car la couleur noire offre un avantage sélectif, permettant un meilleur camouflage, ainsi que la capacité de capter mieux la lumière du soleil. Elle ne pose ainsi pas de problème de survie dans la nature et peut même devenir très répandue chez plusieurs espèces, comme les célèbres panthères noires.

#### Xanthisme
Le xanthisme (du grec "xanthos" qui signifie "jaune") est une mutation génétique, mais aussi un phénomène qui peut être dû à l'alimentation, qui agit sur les cellules pigmentaires d'un être vivant, comme les autres mutations citées précédemment, mais qui a pour effet de rendre ce dernier de couleur jaune ou dorée. Les individus sont ainsi qualifiés de xanthiques. Il s'agit d'une interférence de certains gènes spécifiques avec une différenciation ou une migration des chromatophores et des mélanocytes issus de la crête neurale lors de l’embryogenèse. Cela à pour effet d’entraîner une absence de pigmentation normale et/ou une production excessive d'autres pigments. Cette mutation souvent associée à l'absence de pigmentation rouge habituelle, qui se traduit par un remplacement par le jaune.
Étonnamment, contrairement aux autres mutations, celle-ci ne se manifeste que rarement chez les mammifères, les reptiles ou les amphibiens, mais est très présente chez les oiseaux et les poissons. Aussi, il y a deux types de Xanthiques, les vrais qui sont atteints de la mutation en question, et les faux, c'est-à-dire les animaux qui sont jaunes ou dorés de manière anormale mais pas dû au xanthisme mais à l'albinisme par exemple (comme cité plus haut). Dans la mesure où ces animaux sont jaunes, ils peuvent être considérés par ce terme. Les animaux xanthiques n'ont pas vraiment de problèmes particuliers en général dans la nature, surtout pour les espèces qui sont déjà de couleurs chaudes ou qui n'utilisent pas de base leurs couleurs pour se camoufler.

#### Cyanisme
Le cyanisme est une mutation génétique ou un phénomène alimentaire produisant une coloration partielle ou totale de bleu. Elle affecte majoritairement les poissons et les oiseaux, et très peu les autres familles animales. Comme pour le xanthisme ou le mélanisme, la survie de l'animal dans la nature n'est généralement pas diminuée.

#### Érythrisme
L'érythrisme est une mutation génétique ou un phénomène alimentaire produisant une coloration partielle ou totale de rouge, d'orange ou de rose. Elle peut affecter toutes sortes d'animaux, généralement sans réduire leur survie dans la nature. Les animaux atteints d'érythrisme sont dits « érythriques ».

#### Axanthisme
L'axanthisme (en) est une mutation génétique, qui touche les amphibiens, les reptiles ou les oiseaux notamment, produisant une coloration partielle ou complète dénuée de pigmentation jaune. Elle affecte la quantité de xanthophores, responsables de la couleur jaune, et de vésicules caroténoïdes, jusqu'à parfois les supprimer complètement. Ceci a pour effet de rendre les animaux jaunes ou les parties jaunes du corps de couleur blanche, ce qui pourrait être confondu avec un albinisme ou leucisme.
Les iridophores, qui sont les pigments réfléchissant la lumière[pas clair], peuvent également être affectés, ce qui a pour effet de remplacer une coloration verte (par réfléchissement des longueurs d'onde bleues de la lumière à travers les caroténoïdes présents dans les xanthophores en temps normal) par une coloration bleue. La couleur bleue, déjà présente, reste inchangée. Ainsi, un animal vert ou les parties vertes du corps deviennent bleues. En outre, il arrive parfois que l'animal devienne plus ou moins gris voire noir selon les cas, pouvant laisser croire à un mélanisme apparent bien qu'il soit facile d'identifier la mutation, la couleur noire restant moins présente ou foncée que pour un vrai cas de mélanisme. Les animaux atteints de cette mutation sont dits « axanthiques ». Une coloration blanche ou bleue peut être un désavantage dans la nature par réduction du camouflage, tandis qu'une coloration noire ou foncée peut être un avantage.

## L'«albinisme» chez les plantes

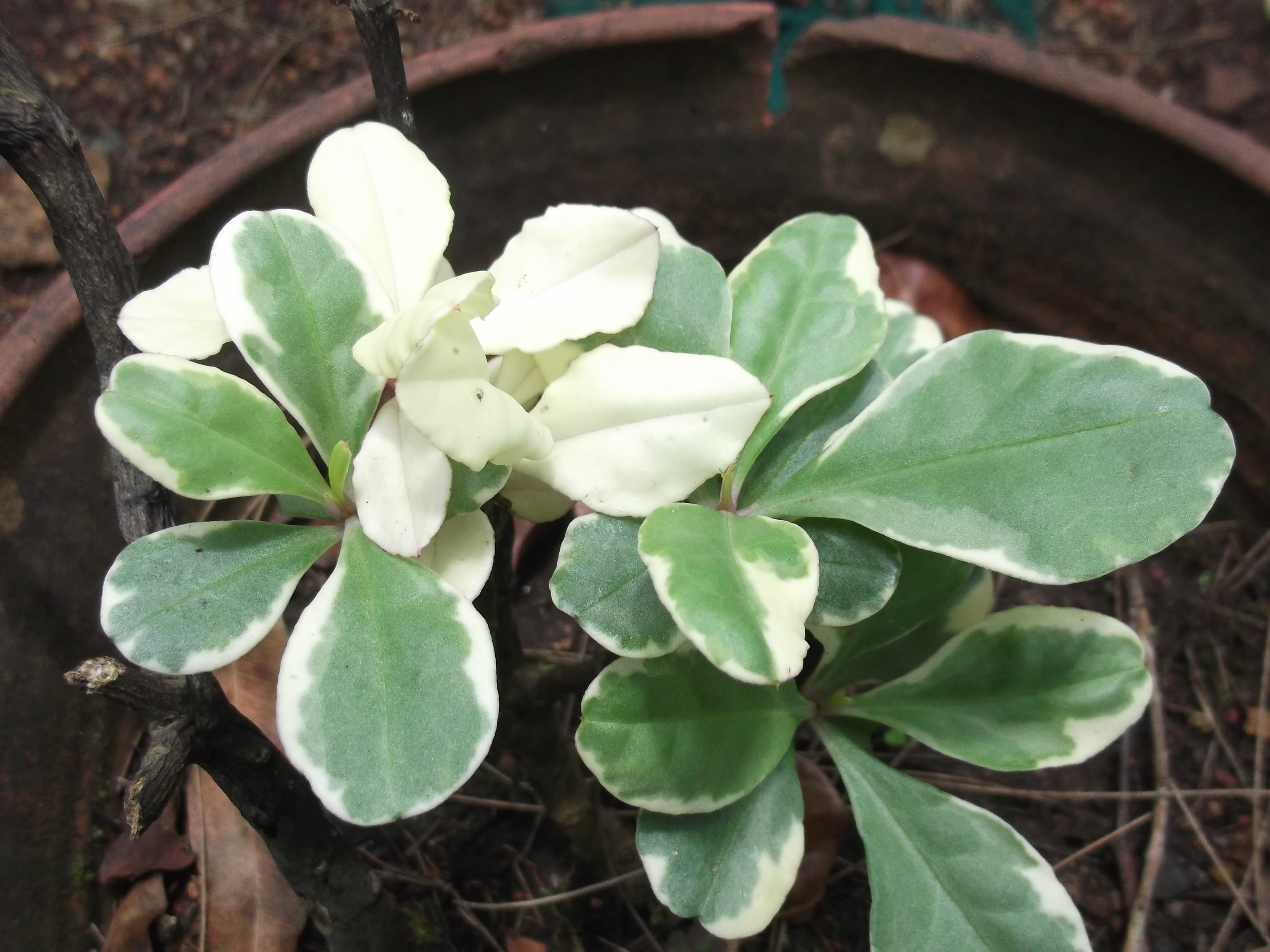
Altération de la chlorophylle chez un spécimen de Talinum paniculatum.

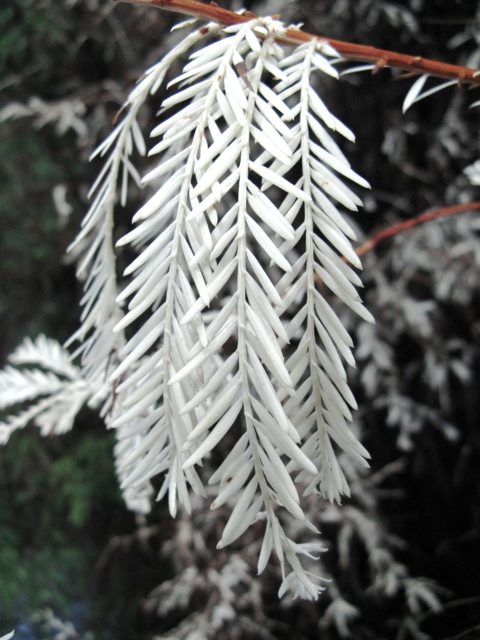
Branche de séquoïa albinos, dans la forêt de Redwood, Californie.

L'albinisme chez les plantes n'est pas une absence de mélanine, mais de chlorophylle.

L'absence de ce pigment vert, ou l'altération des cellules végétales porteuses de ce pigment, est à l'origine des panachures blanches (jaunes ou rouges en présence d'autres pigments) qui affectent plus ou moins partiellement le feuillage ou les tiges.

Les horticulteurs recherchent ces mutations qui sont ensuite multipliées par bouturage (clonage). Une chimère due à une mutation génétique spontanée présentera des démarcations nettes entre les zones vertes et les zones décolorées, alors que l'action d'une pathologie végétale, fréquemment un virus, provoque une décoloration plus diffuse. Les cellules dépourvues de chlorophylles vivent aux dépens des parties vertes de la plante.

Ainsi, une plante panachée qui développe un rameau vert aura tendance à devenir entièrement verte. Au contraire, une branche décolorée dépérira progressivement si elle est apparue au milieu d'une plante normale,.
Ce type de mutation génétique ne doit pas être confondu avec les symptômes de la chlorose, maladie qui se manifeste par une diminution de la concentration en chlorophylle dans le limbe foliaire et dont la cause est une carence en fer.

## Albinos célèbres

### Chez les humains
- Brother Ali, rappeur américain

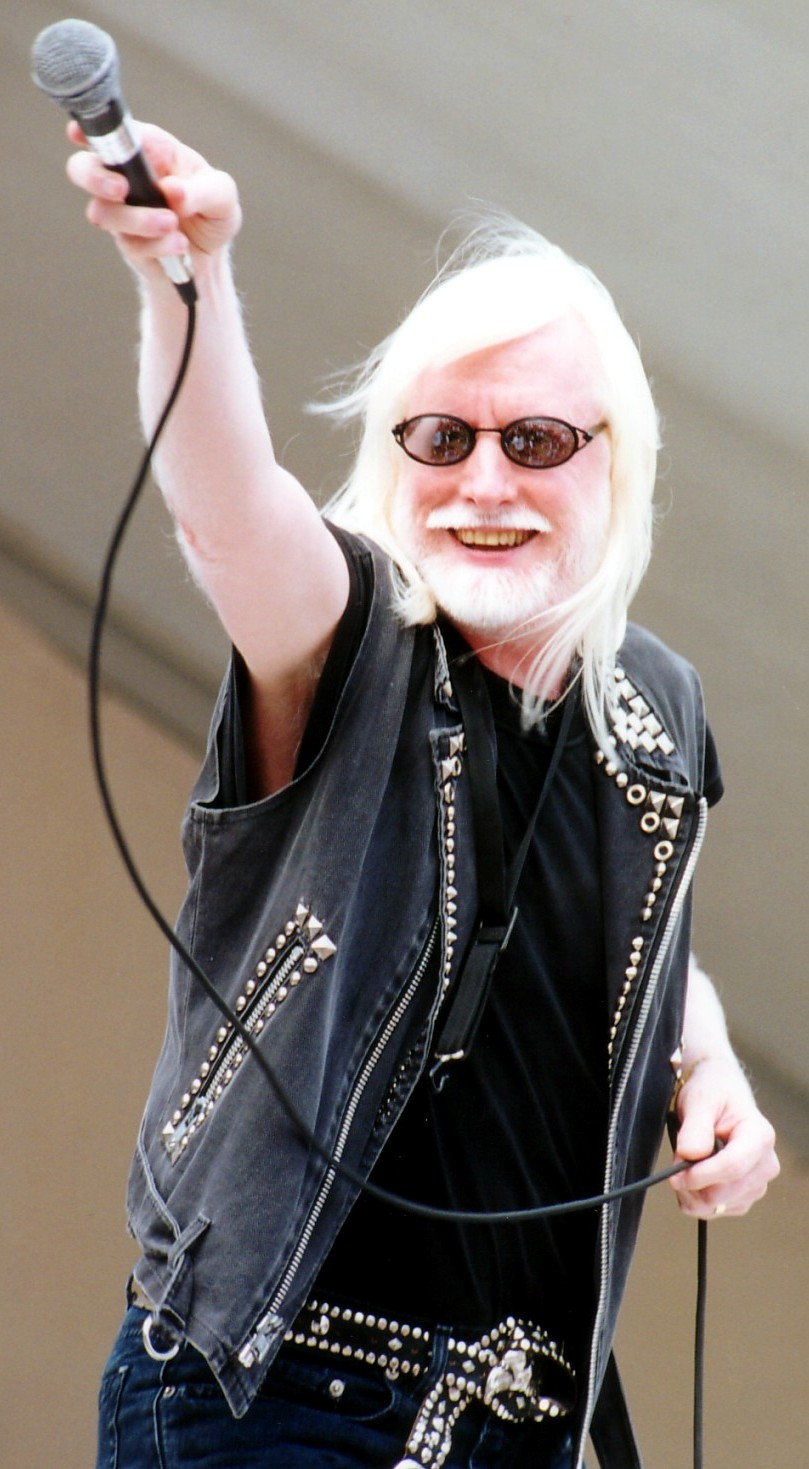
Edgar Winter

- Kalash Criminel, rappeur congolais
- Blond-Blond, chanteur franco-algérien
- Viviane Forest, canadienne, médaillée aux Jeux paralympiques d’été 2000 et 2004 en Goal-ball, ainsi que d’hiver 2010 en ski alpin
- Diandra Forrest[83], mannequin afro-américaine
- Kelly Gallagher, médaillée d'or aux Jeux paralympiques d'hiver 2014 en ski alpin
- Thando Hopa, mannequin sud-africain[84]
- Cy Jung, écrivain française
- Salif Keita, musicien malien
- Hermeto Pascoal, musicien brésilien
- Shaun Ross, mannequin afro-américain
- Sivuca, musicien brésilien
- Johnny Winter, guitariste de blues, frère aîné d'Edgar Winter
- Edgar Winter, claviériste et saxophoniste de rock et blues, frère cadet de Johnny Winter
- Yellowman, chanteur de reggae jamaïcain
- Nantenin Keïta, championne du monde du 200 m et du 400 m, double médaillée française aux Jeux paralympiques d'été de 2008, fille de Salif Keita
- Ikponwosa Ero, avocate nigériane
- Susana Rodríguez Gacio, médecin espagnol et championne paralympique

### Chez les animaux
- Les éléphants blancs Abul-Abbas, reçu par Charlemagne, et Hanno, reçu par Léon X.
- Les éléphants blancs de l'actuelle famille royale de Thaïlande.
- Le gorille Flocon de Neige du zoo de Barcelone, né dans la nature en 1964 et mort en 2003.
- Les koalas du zoo de San Diego, Goolara, mort en 1992[85], et Onya-Birri[86], seuls cas connus sur une population mondiale de 80 000 individus.
- Le célèbre cachalot Mocha Dick, qui fut l'inspiration du roman Moby Dick de Herman Melville.
- Migaloo, une baleine à bosse mâle vivant au large de la côte est de Australie, supposé né en 1990, devenu une icône pour la population locale.
- Le dauphin rose découvert en 2009 dans les eaux du lac Calcasieu en Louisiane (États-Unis), surnommé « Pinky », premier dauphin albinos découvert dans un lac salé à l'intérieur des terres, dans un delta[87].
- Il y a eu aussi 3 orques albinos célèbres : la première fut Chimo, une orque qui fut découverte dans les années 1970 au large du Canada. Elle fut ensuite exhibée dans un parc aquatique et décéda quelques mois plus tard. La deuxième fut Iceberg, femelle orque qui a été filmée et photographiée en 2010 au large des côtes nord-est de la Russie. C'est la première orque sauvage adulte qui est toute blanche. Le dernier épaulard est aussi une orque mâle baptisée Iceberg vue sur la côte est de la Russie, dans la région du Kamchatka le 23 avril 2012[88].
- Alba, une femelle Ourang-outan de Bornéo, la seule représentante albinos connue de son espèce.
- Des chevreuils blancs dans les forêts vosgiennes[89].
- Le zèbre doré, appelé ainsi de par la coloration jaune de ses rayures lorsqu'ils est albinos, bien que des formes sans rayures ont aussi été reportées
- Les crocodiles et les alligators de zoos du monde entier (dont Laury et Dundy, deux alligators d'Amérique conservés par l'aquarium du palais de la Porte-Dorée).
- Les tigres de zoos du monde entier, dont la robe peut varier selon l'individu.
- Le « Dodo blanc » décrit par Willem IJsbrantsz Bontekoe, sur l’île de la Réunion, cependant réfuté car l’île n'est pas une aire de répartition de l'oiseau mais celle de l'ibis de la Réunion, donc probablement basé sur de mauvaises interprétation, surtout que la fréquence de l'albinisme a tendance à augmenter occasionnellement chez les espèces insulaires.

### Chez les plantes
- L'arbre albinos de la forêt de Redwood, dans le parc Henry Cowell Redwoods. Un Sequoia sempervirens mutant, à feuillage entièrement blanc, qui tire son énergie de la sève de ses voisins[90].
- L'arbre albinos de Cotati, en Californie également et de la même espèce, mais qui cette fois est une chimère bicolore[91].

### Personnages fictifs
De nombreux personnages fictifs sont dits albinos (voir la page Albinisme dans la culture populaire (en)). En voici plusieurs exemples issus d’œuvres célèbres :
- Griffin (en) (L'Homme invisible, H. G. Wells), savant passionné d'optique ayant réussi à se rendre invisible.
- Silas (en) (Da Vinci Code, Dan Brown), moine dévoué à l'Opus Dei.
- Rudy (L'Âge de glace 3 : Le Temps des dinosaures, Carlos Saldanha), baryonyx, principal antagoniste du film.
- Moby Dick (du roman éponyme d'Herman Melville), grand cachalot qui est au centre de l'intrigue.
- Elric de Melniboné (Le Cycle d'Elric, série de romans par Michael Moorcock) héros de l'intrigue et empereur du royaume fictif de Melniboné.
- Iana (Tom Clancy's Rainbow Six: Siege, voix anglaise de Clare McConnell) Opératrice de la Team Rainbow Six de la Saison 5 Année 1
- Francis Davey (L'auberge de la Jamaïque de Daphné du Maurier), vicaire d'Altarnun[92].

## Espèces touchés par l'albinisme
Tous les êtres vivants peuvent être touchés par l'albinisme, de même que toutes les autres mutations génétiques possibles. En voici quelques exemples.
- Alligator du Mississippi
- Koala
- Platy
- Corydora aeneus
- Humain (Homo Sapiens)
- Raie
- Requin
- Serpent
- Grenouille
- Axolotl
- Lapin

### Filmographie
- In My Genes, film documentaire kényan, 2009 (albinisme au Kenya)
- Blanc et Noir, film documentaire de Jean-François Méan, 2010 (albinisme en Tanzanie)
- Je suis blanc de peau, film documentaire de Franck Sanson, Skopia films, Courbevoie, 2010 (albinisme au Cameroun)
- In the Shadow of the Sun, d'Harry Freeland (albinisme en Tanzanie)
- White Shadow, drame de Noaz Deshe, 2015 (albinisme en Tanzanie)
- Fassou l'innocent court-métrage de Yves Goumou (albinisme en Guinée)